# Aulnay-sous-Bois
Pour les articles homonymes, voir Aulnay et Bois (homonymie).
Aulnay-sous-Bois ([o(l).nɛ.su.bwa] ) est une commune française située dans le département de la Seine-Saint-Denis en région Île-de-France, en France métropolitaine.
Ses habitants sont appelés Aulnaysiennes et Aulnaysiens.

## Géographie

### Situation
Aulnay-sous-Bois est distante de 14 km de la cathédrale Notre-Dame de Paris et de 8 km de l'aéroport Roissy-Charles-de-Gaulle. La commune s’étire sur une longueur de 6,5 km du nord au sud et sur une largeur variant de 1,4 à 4,3 km d’est en ouest, pour une superficie de 1 620 hectares.
La commune est ceinturée par l’autoroute A3 à l’ouest, les autoroutes A1 et A170 au nord.

### Communes limitrophes
Les communes limitrophes sont  Bondy, Gonesse, Le Blanc-Mesnil, Les Pavillons-sous-Bois, Livry-Gargan, Sevran et Villepinte.
| Gonesse (Val-d’Oise) | Gonesse (Val-d’Oise)    | Villepinte   |
| Le Blanc-Mesnil      | Aulnay-sous-Bois        | Sevran       |
| Bondy                | Les Pavillons-sous-Bois | Livry-Gargan |

### Géologie et relief
Aulnay-sous-Bois se trouve dans la Plaine de France.
La superficie de la commune est de 16,20 km2 ; son altitude varie de 40  à   78 mètres.

### Hydrographie
Le canal de l'Ourcq passe dans son extrémité sud-est, jouxtant Livry-Gargan.

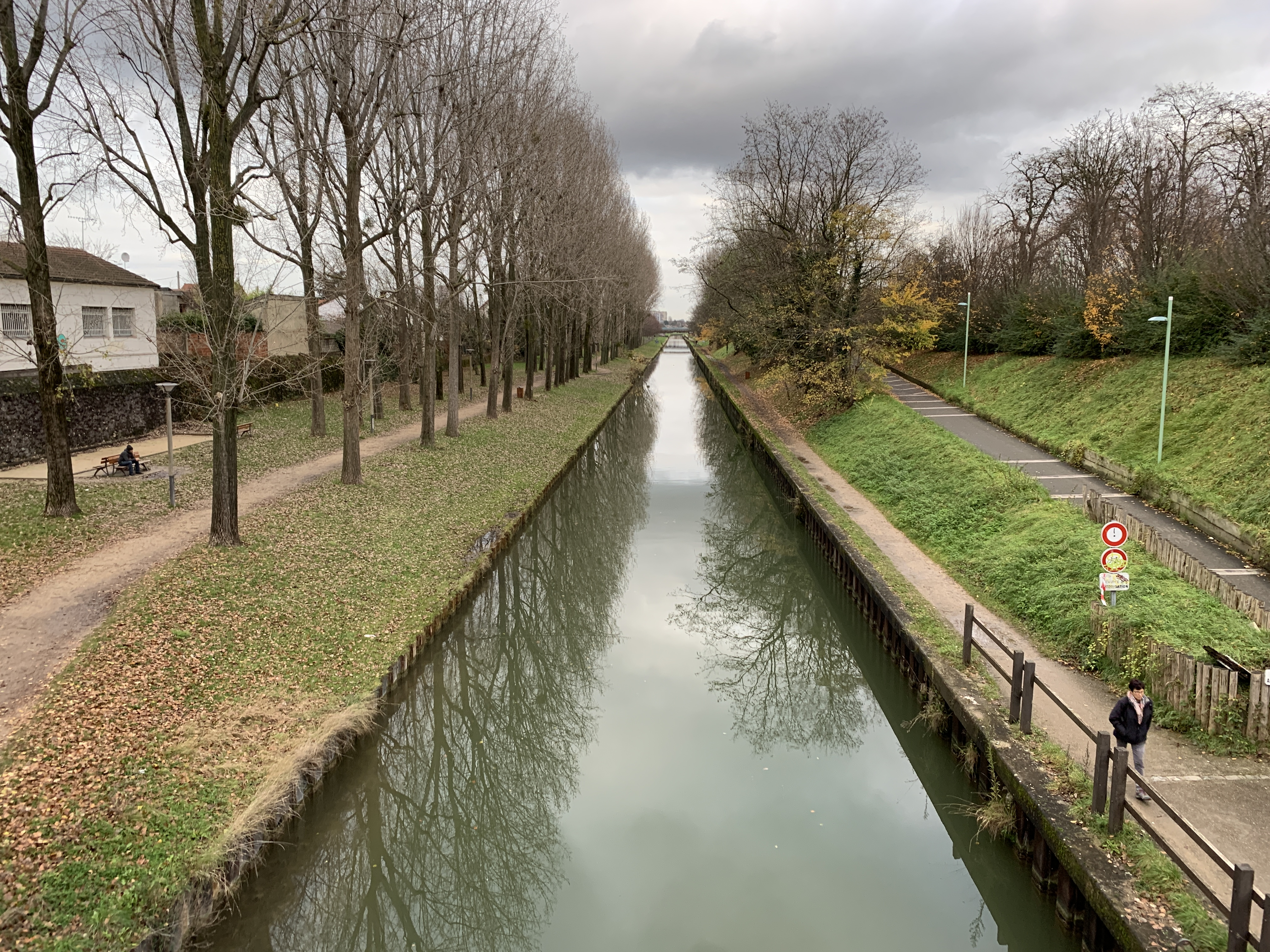
Le Canal à Aulnay-sous-Bois.

La Morée est une petite rivière française née de ruissellements sur les derniers contreforts du massif de l'Aulnoye à Vaujours. Elle a été enterrée au cours du XXe siècle et n'est plus visible dans la commune.

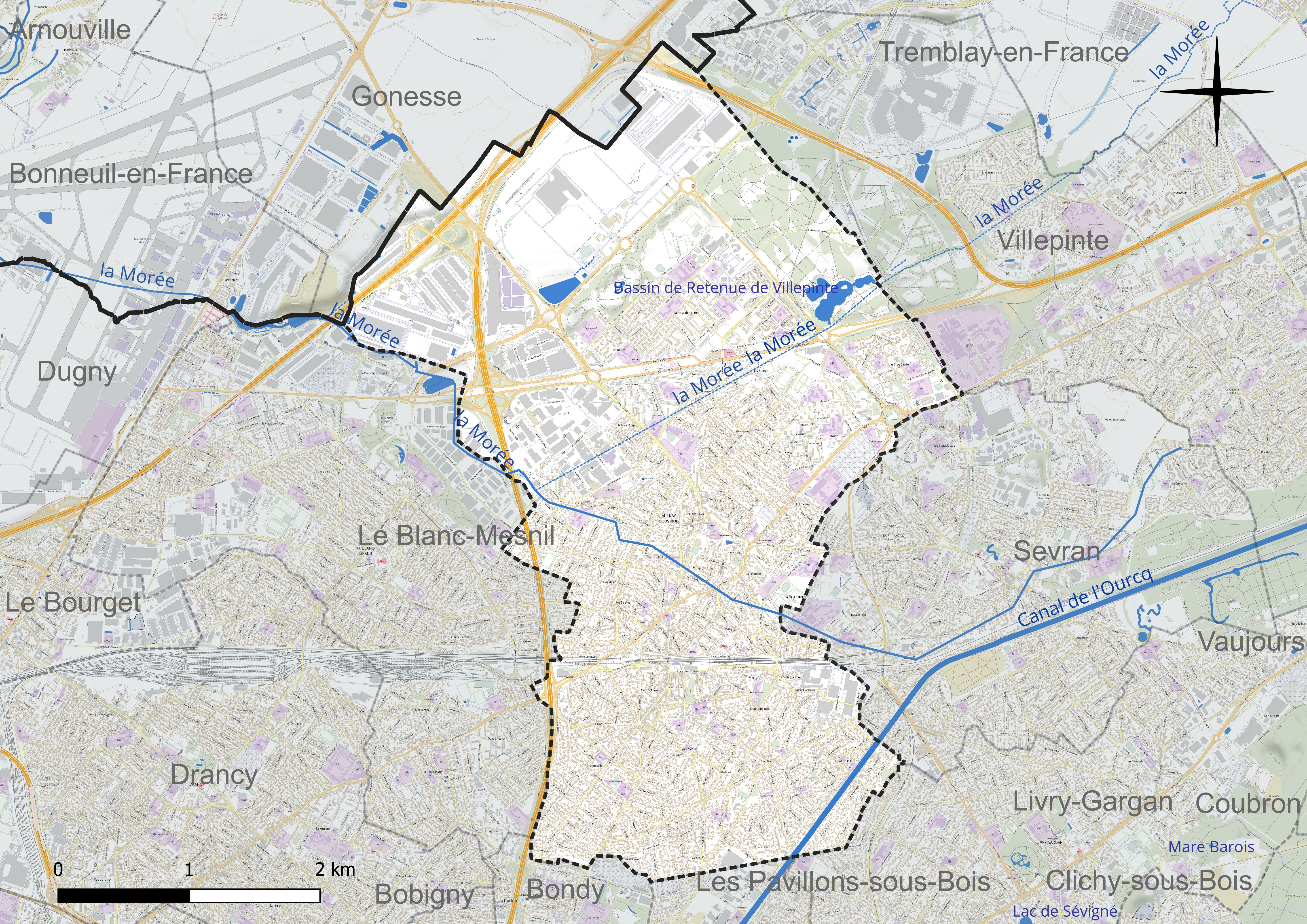
Cartte hydrographique de la ville.

### Climat
Pour des articles plus généraux, voir Climat de l'Île-de-France et Climat de la Seine-Saint-Denis.
En 2010, le climat de la commune est de type climat océanique dégradé des plaines du Centre et du Nord, selon une étude du CNRS s'appuyant sur une série de données couvrant la période 1971-2000. En 2020, Météo-France publie une typologie des climats de la France métropolitaine dans laquelle la commune est exposée à un climat océanique altéré et est dans la région climatique Sud-ouest du bassin Parisien, caractérisée par une faible pluviométrie, notamment au printemps (120 à 150 mm) et un hiver froid (3,5 °C).
Pour la période 1971-2000, la température annuelle moyenne est de 12,2 °C, avec une amplitude thermique annuelle de 15,5 °C. Le cumul annuel moyen de précipitations est de 658 mm, avec 10,7 jours de précipitations en janvier et 7,7 jours en juillet. Pour la période 1991-2020, la température moyenne annuelle observée sur la station météorologique la plus proche, située sur la commune de Bonneuil-en-France à 6 km à vol d'oiseau, est de 12,1 °C et le cumul annuel moyen de précipitations est de 616,3 mm,. Pour l'avenir, les paramètres climatiques de la commune estimés pour 2050 selon différents scénarios d'émission de gaz à effet de serre sont consultables sur un site dédié publié par Météo-France en novembre 2022.

### Paysage
Aulnay comprend 153 hectares d’espaces verts dont voici les principaux :
- Parc départemental du Sausset à cheval sur Aulnay-sous-Bois et Villepinte (200 ha, le second du département)

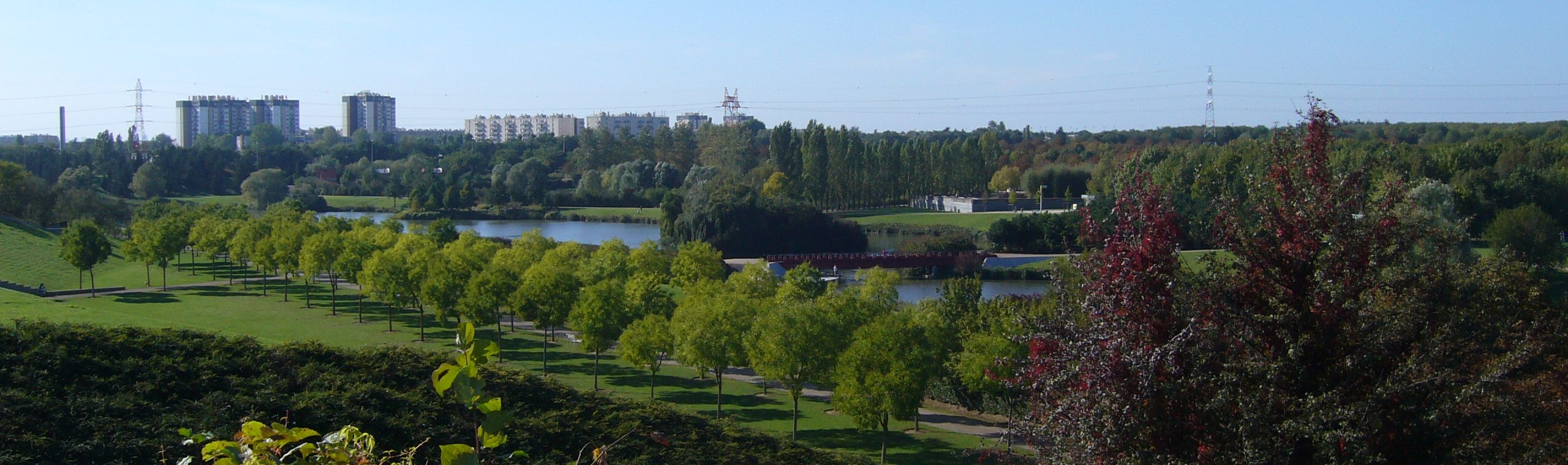
Le parc départemental du Sausset et la cité des 3000 (Rose-des-Vents) en arrière-plan.

- Parc communal Robert-Ballanger (29 ha), avec un belvédère d'où l'on aperçoit la Tour Eiffel et le Sacré-Cœur

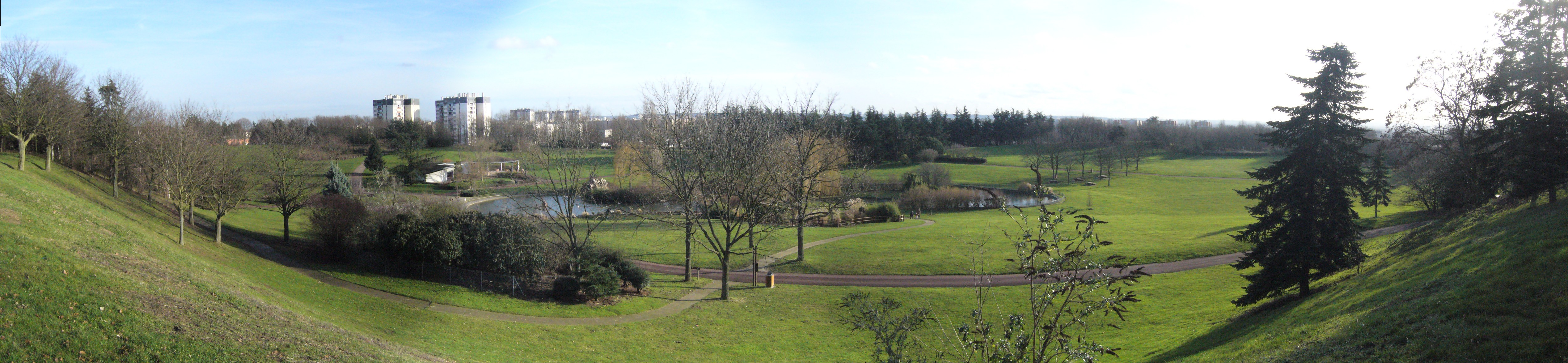
Le parc communal Robert-Ballanger et la cité des 3000 (Rose-des-Vents) en arrière-plan.

- Parc Dumont, avenue Dumont (15 000 m2[9])
- Parc Gainville, parc des Cygnes, rue de Sevran (7 600 m2), contre la « demeure Gainville », plus vieille maison d'Aulnay (date du XVIIe siècle).
- Parc Émile-Zola, boulevard Émile-Zola (4 400 m2)
- Parc Faure, allée circulaire (9 000 m2)
- Parc Bigottini, avenue de la Croix-Blanche
- Roseraie Honoré-Daumier, avenue du Maréchal-Juin (8 000 m2 et 2 500 rosiers)
- Berges du canal de l'Ourcq
- Serres municipales, rue Auguste-Renoir

## Urbanisme

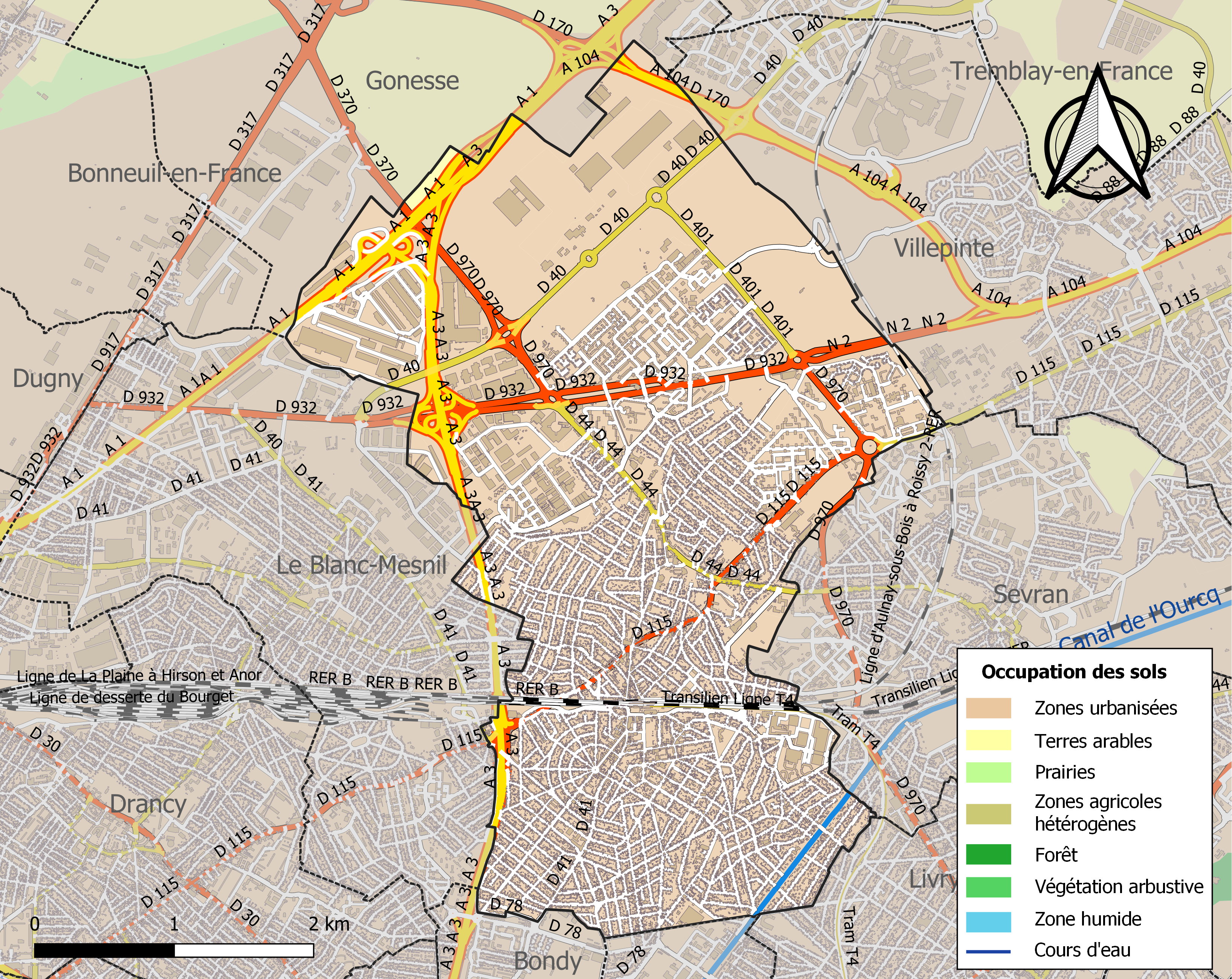
Carte de l'occupation des sols de la ville en 2018 (CLC).

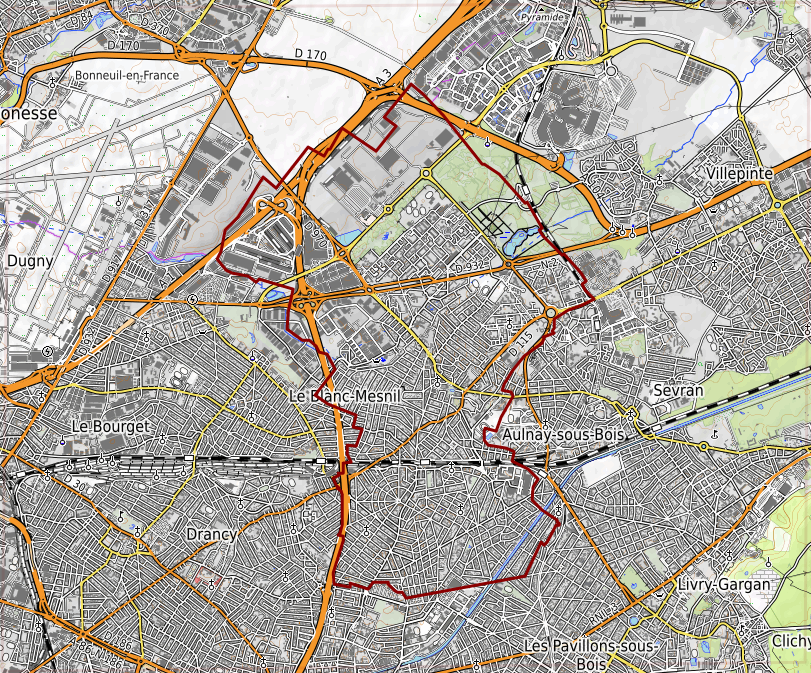
Carte topographique de la ville en 2020.

Carte des quartiers de la ville.

### Typologie
Au 1er janvier 2024, Aulnay-sous-Bois est catégorisée grand centre urbain, selon la nouvelle grille communale de densité à sept niveaux définie par l'Insee en 2022.
Elle appartient à l'unité urbaine de Paris, une agglomération inter-départementale regroupant 407  communes, dont elle est une commune de la banlieue,,. Par ailleurs la commune fait partie de l'aire d'attraction de Paris, dont elle est une commune du pôle principal,. Cette aire regroupe 1 929 communes,.

### Occupation des sols
La répartition en zones urbaines est la suivante :
- zones pavillonnaires : 44 % ;
- zones industrielles : 30 % ;
- grands ensembles : 11 % ;
- espaces naturels (parcs) : 15 %.

### Quartiers
Le Nord de la ville d’Aulnay-sous-Bois est constitué par des grands ensembles (avec notamment les grands ensembles de la Rose-des-Vents aussi appelé la cité des 3000 et les grands ensembles des Milles-Milles), de zones industrielles (Citroën, Garonor et Parinor) et des parcs (Robert Ballanger, Parc du Sausset).
- Les Emmaüs (appelé aussi Cité de l'Europe)
- Les Étangs (on distingue les Étangs-Est ou les Nénuphars et les Étangs-Ouest).
- Les Merisiers
- La Rose-des-Vents, constitué de plusieurs quartiers dont (d'après leur dénomination locale) 
  - Jupiter
  - Les Perrières (quartier pavillonnaire)
  - Le Galion
  - Edgar Degas
  - La Bourdonnais
  - La Paul Cézanne
  - Tourville
  - La Pérouse
  - Les Ormes (quartier pavillonnaire)[15]
- Le Vieux Pays
- Chanteloup
- Les Mille-milles
  - Ambourget
  - Savigny
- Le Gros Saule
- Balagny
- La Garenne

Le centre-ville, quartier du Vieux Pays, est plus ancien, notamment avec son église Saint-Sulpice construite au XIIe siècle et sa ferme. Il inclut la Roseraie, Maximilien-Robespierre, le Vieux-Pays, Tour-Eiffel et Hôtel-de-Ville.
Le Sud, séparé par la ligne de chemin de fer, est plus riche et résidentiel. Il est constitué de quartiers pavillonnaires et est bordé par le canal de l'Ourcq. Il inclut les quartiers de Chanteloup, du Centre-Gare, de Pont-de-l’Union et de  Nonneville.

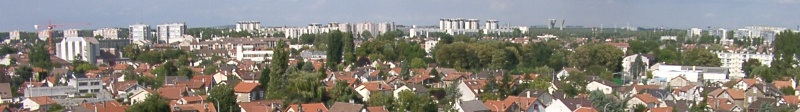
Panorama d'Aulnay-sous-Bois.

#### La Rose-des-Vents
Alors que se termine la construction du clos Saint-Lazare à Stains, l’urbanisation des quartiers nord d’Aulnay-sous-Bois commence. L'idée est de rapprocher l'habitat des usines. C'est sur ces bases que le quartier de la Rose-des-Vents est édifié, à partir de 1969, dans la partie nord du territoire d'Aulnay-sous-Bois. Ces « grands ensembles » furent construits avec pour objectif de loger les employés d'une nouvelle unité de production de Citroën, localisée elle aussi dans les quartiers Nord.
Les constructions furent menées tambour battant, selon l'avis de certains personnels de l'OPHLM : « un seul permis de construire, un seul opérateur, et vas-y que je te construis 3 000 logements sociaux ».
Au-delà de la Rose-des-Vents, dite aussi la Cité des 3 000, gérée par Le Logement français, l’ensemble des cités des quartiers Nord offre 6 500 logements sociaux dont 745 pavillons. 24 000 habitants, soit 30 % de la population aulnaysienne, y sont concentrés sur 4 % du territoire.
Quarante ans plus tard, ces logements ainsi que le tissu social des quartiers Nord se sont dégradés. En 2003, une convention entre l'ANRU, la municipalité d'Aulnay-sous-Bois et l'OPHLM a permis la mise en place d'un programme de rénovation urbaine qui conclut à la nécessité de procéder à la démolition de 821 logements sociaux situés dans des HLM. Les premières démolitions de tours ont lieu en 2005. Pour autant, le quartier de la Rose-des-Vents n'est pas épargné par les émeutes de novembre 2005.

### Habitat et logement
En 2020, le nombre total de logements dans la commune était de 32 493, alors qu'il était de 30 138 en 2015 et de 29 455 en 2010.
Parmi ces logements, 94,8 % étaient des résidences principales, 0,8 % des résidences secondaires et 4,4 % des logements vacants. Ces logements étaient pour 40,2 % d'entre eux des maisons individuelles et pour 56,4 % des appartements.
Le tableau ci-dessous présente la typologie des logements à Aulnay-sous-Bois en 2020 en comparaison avec celle de la Seine-Saint-Denis et de la France entière. Une caractéristique marquante du parc de logements est ainsi une proportion de résidences secondaires et logements occasionnels (0,8 %) inférieure à celle du département (1,2 %) et à celle de la France entière (9,7 %). Concernant le statut d'occupation de ces logements, 44,7 % des habitants de la commune sont propriétaires de leur logement (48,4 % en 2015), contre 38,2 % pour la Seine-Saint-Denis et 57,5 pour la France entière.
| Typologie                                               | Aulnay-sous-Bois | Seine-Saint-Denis | France entière |
| ------------------------------------------------------- | ---------------- | ----------------- | -------------- |
| Résidences principales (en %)                           | 94,8             | 92,7              | 82,1           |
| Résidences secondaires et logements occasionnels (en %) | 0,8              | 1,2               | 9,7            |
| Logements vacants (en %)                                | 4,4              | 6,1               | 8,2            |

### Voies de communication et transports

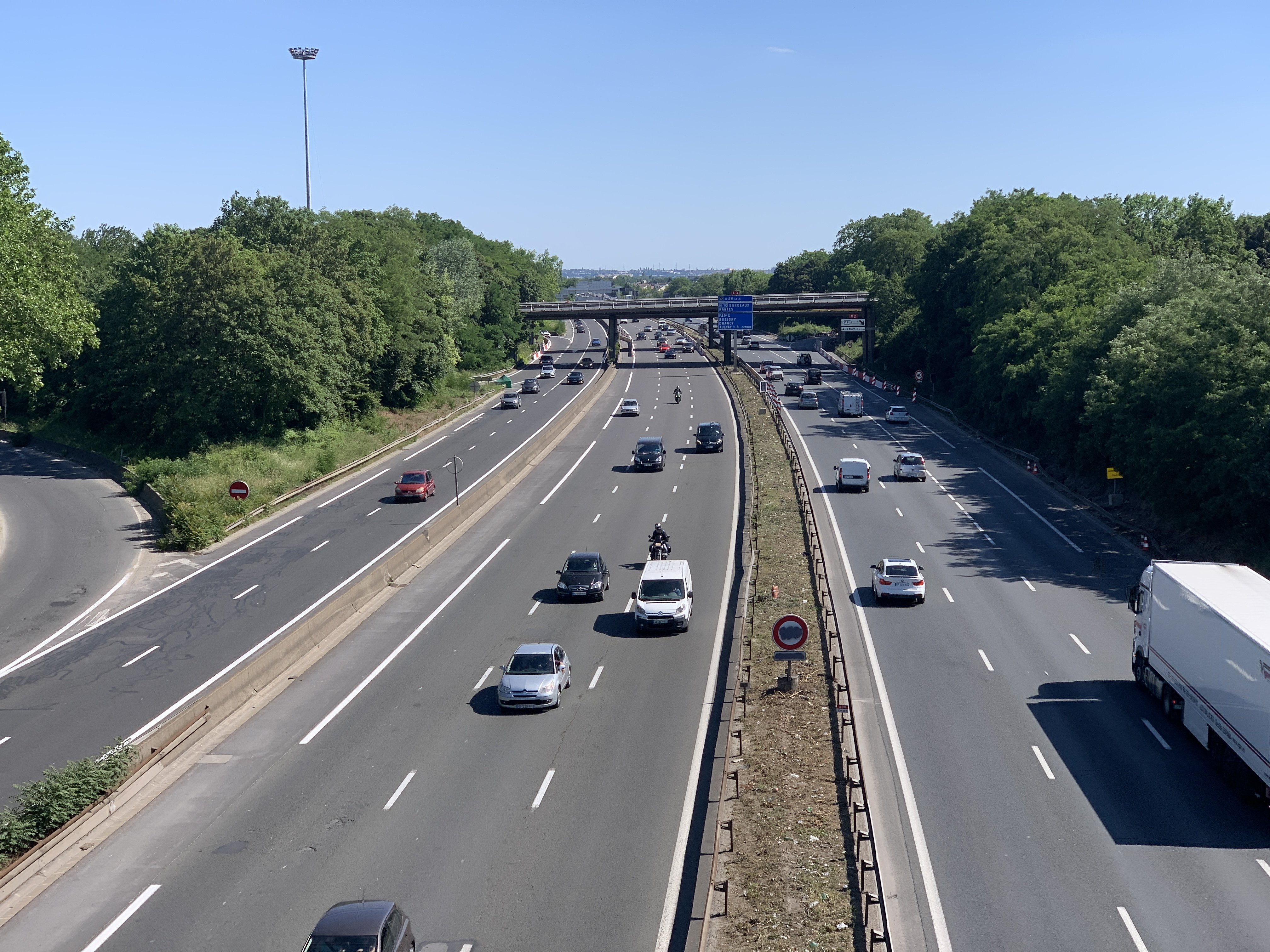
L'autoroute A3.

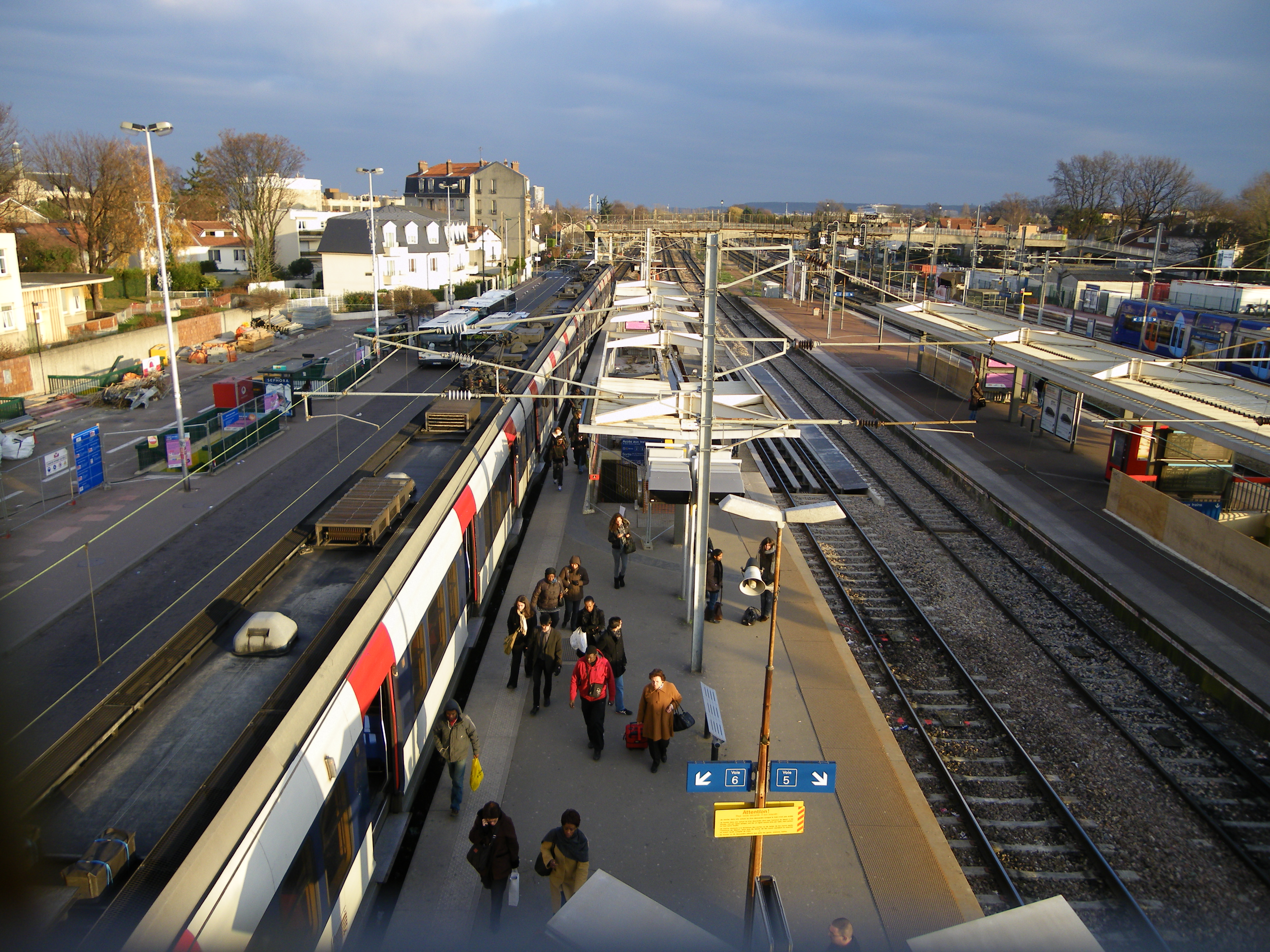
La gare d'Aulnay-sous-Bois.

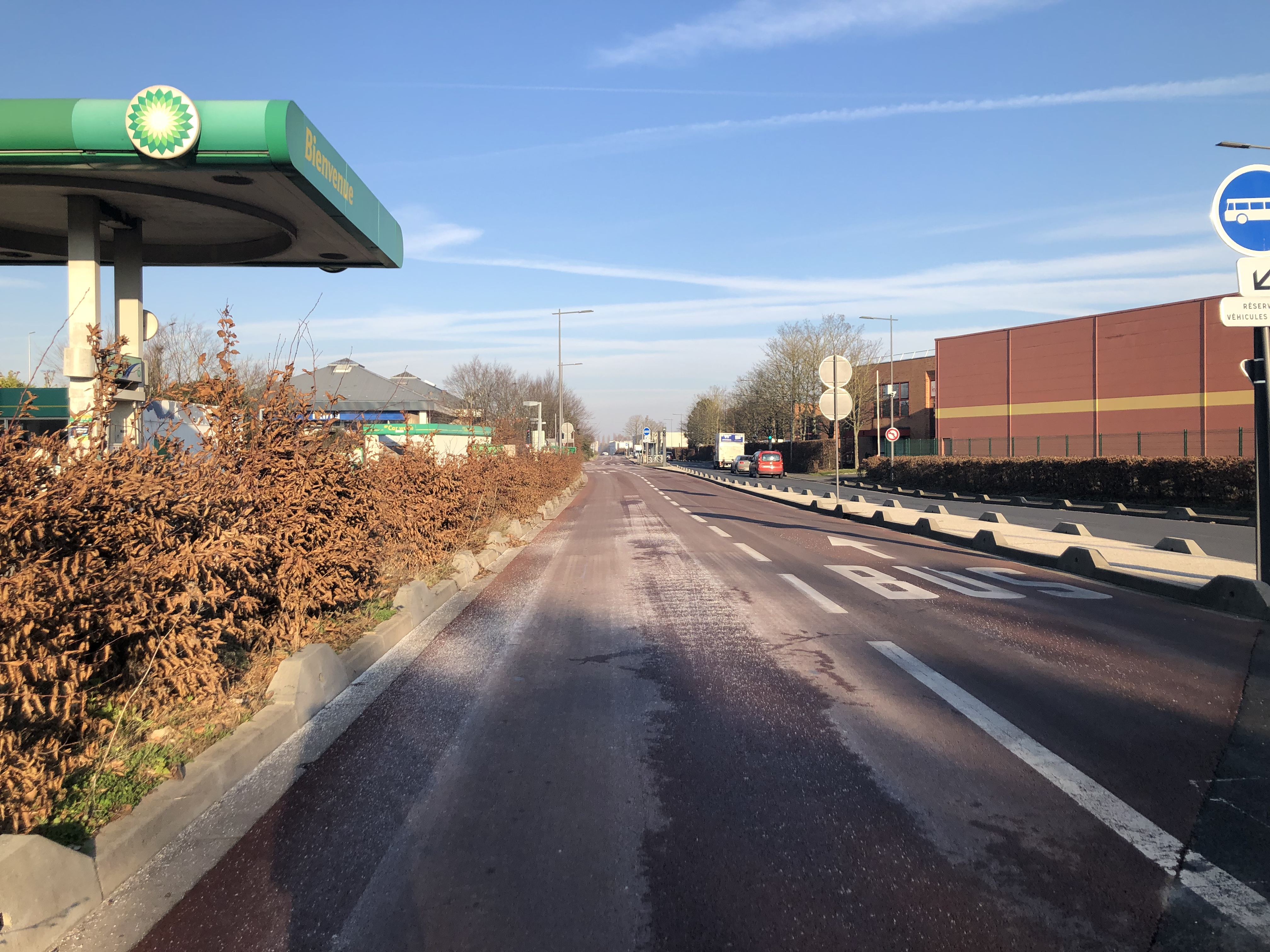
site propre de transport en commun.

#### Axes routiers
La ville est desservie par :
- L’autoroute A3 à l’ouest, les autoroutes A1 et A170 au nord ;
- la route nationale RN 2 ;
- les routes départementales RD 115 (route des Petits Ponts), RD 970 (ex-RN 370) et RD 932 (ex-RN 2) et RD 44.

#### Gare SNCF, tramway et Grand Paris Express

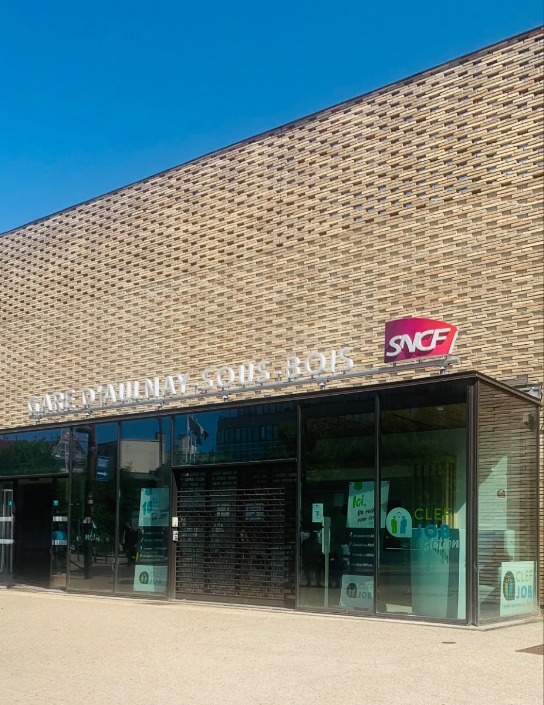
Gare d'Aulnay-sous-Bois.

La ville, traversée par la grande ligne Paris-Soissons-Laon-Hirson, est desservie par la gare d'Aulnay-sous-Bois, arrêt général des omnibus et semi-directs du   (Roissy et Mitry-Mory) et du Transilien Paris-Crépy-en-Valois   (correspondance TER Villers-Cotterêts/Soissons/Laon) et constitue le terminus de la ligne  .
La gare dispose d'un parc relais dont le stationnement est payant.
Depuis novembre 2006, le train classique de banlieue de la ligne des Coquetiers reliant Aulnay-sous-Bois à Bondy a été remplacé par un tram-train   qui reprend le même itinéraire et permet de rejoindre les lignes de   et  . La station Rougement - Chanteloup, située sur le territoire de la commune de Sevran, dessert le quartier de Chanteloup. Deux débranchements sont en projet : le premier vers Clichy-sous-Bois et Montfermeil à la hauteur de Gargan ; le second vers Garonor via la Rose-des-Vents et la RD 970 à la hauteur de Rougemont-Chanteloup.
Entre septembre 2009 à janvier 2011, la gare d'Aulnay-sous-Bois   a fait l’objet de travaux d’accessibilité de tous les quais pour les personnes à mobilité réduite notamment par l’aménagement de quatre ascenseurs, la réhabilitation de la gare et des passages souterrains, et la mise en place d’un nouvel éclairage. Le réaménagement complet de la gare commencé en janvier 2015 s'est achevé en septembre 2016. La gare d'Aulnay-sous-Bois      est desservie également par les lignes de bus 251 du réseau de bus RATP, 605 et 613 de Transdev TRA, 15, 607, 615, 616, 617, 618, 627, 637 et 702 du réseau de bus Terres d'Envol et la nuit par la ligne N140 du Noctilien.
La gare de Villepinte  , située à quelques mètres du territoire d'Aulnay-sous-Bois, au cœur du parc départemental du Sausset, donne l'accès à l'un des quartiers de la ville, appelé la Rose des Vents. Elle est desservie par les bus : 609, 615, 617 et 642 de Transdev TRA.
À l'horizon fin 2026, une gare de la ligne 16 du Grand Paris Express est prévue au nord de la commune sur le terre-plein de la RD932 (ex RN2). Elle portera le nom de "Aulnay - Val Francilia". Ses quais seront à une profondeur de 15 mètres,.

#### Lignes de bus
La ville est desservie par les lignes 605 et 613 du réseau de bus TRA, 1, 15, 43, 45, 607, 609, 610, 612, 615, 616, 617, 618, 637 et 702 du réseau de bus Terres d'Envol, par les lignes 32A et 93 du réseau de bus Roissy Ouest, par les lignes 247, 251 et 350 du réseau de bus RATP, par la ligne 23 du réseau de bus Roissy Ouest et, la nuit, par les lignes N42 et N140 du réseau Noctilien.
De plus, en limite sud-ouest de commune, les lignes 151, 234, 346, 351 et TUB du réseau de bus RATP complètent, avantageusement, le système routier.

#### Station de taxi
Il existe une station de taxi à la gare SNCF d’Aulnay-sous-Bois.

#### Transports aériens
Aulnay-sous-Bois est située à 8 km de l’aéroport Roissy-Charles-de-Gaulle.
L’aéroport peut être atteint par le   (4 stations) ou par les autoroutes A1 et A3.

## Toponymie
La commune a changé de nom au fil des siècles. Ainsi le village d'Aulnay (actuel quartier du Vieux Pays) est mentionné sous les formes suivantes Alniaco (1078-1079), Alnai (1049-1109), Alnetum (1208), Anetum, Auneyum, Aunay, Aunais, Anay, Aunoye, Aulnaye, Aulnay-la-Fosse, Aulnay-en-France (1528), Aulnay-lès-Bondy (1538) (ou Aulnay-les-Bondies), ou Annayo (1538). La commune est appelée officiellement Aulnay en 1793, Aulnay-lès-Bondy en 1801 et Aulnay-sous-Bois depuis le 5 janvier 1903,.
Les interprétations de l’origine du nom de la ville varient autour du mot latin alnetum, qui signifie « endroit planté d’aulnes », « aulnaie ». Les aulnes auraient été fort nombreux au confluent des rivières de la commune : la Morée, le Sausset.
Selon un avis différent, Aulnay doit son nom à sa situation dans le pagellus alnetenis, le « pays d’Aulnaye ».
L’Aulnoye, ou Aunois (les deux se prononçant pareil autrefois, Albert Dauzat soutenait que l'on doit prononcer Aunay et non Aulnay), était un des petits pays agricoles de l’Île-de-France. Il comprenait une quinzaine de villages et de hameaux disséminés entre les taillis, les prés et les bois. Ainsi, le village était entouré par la forêt de Bondy qui couvrait la plupart du Nord-Est de Paris.

## Histoire

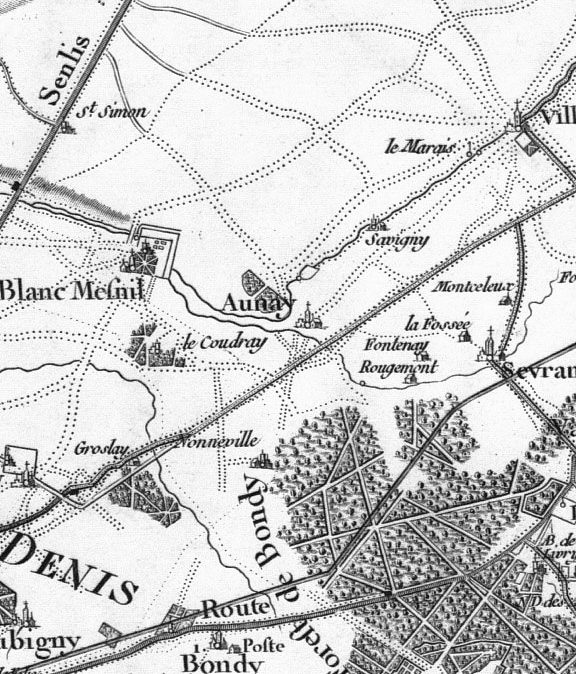
Détail de la carte de Cassini (1750).

Origine de peuplement : 6000 av. J.-C. (vestiges retrouvés dans la vallée du Sausset). Entre les IVe et IIe siècles av. J.-C., des agriculteurs vivaient autour d’une « villa », domaine agricole d’un certain Sabinus : la ferme de Savigny. Deux écarts indépendants de la cure de Saint-Sulpice, Savigny et Nonneville, sont rattachés au village actuel.
Le village est chef-lieu paroissial depuis le transfert du titre depuis Savigny, vers 1200.
Jusqu’au XVe siècle, les seigneurs porteront le nom d'Aulnay. Au seigneur du lieu, Jacques Coitier, à la fin du XVe et au début du XVIe, succèdent ses héritiers par son neveu, Jacques Le Clerc, dit Coittier, seigneur d'Aulnay, puis, au XVIIe, ses descendants, dans la famille de Gourgues.
Une demeure seigneuriale existait, le château d'Aulnay sous Bois, reconstruit au XIXe siècle par la famille de Gourgues et détruit au début du XXe siècle.

### Époque contemporaine
La période napoléonienne est marquée par le creusement du canal de l’Ourcq, dont les travaux de creusement débutent en 1803. La navigation est ouverte entre Paris et Claye en 1813, facilitant les relations avec Paris.
Le registre de délibérations du conseil municipal témoigne le 13 mai 1814 de la première occupation prussienne du village
Le 15 août 1838, est inauguré sur le canal de l'Ourcq un service de bateaux-poste Paris-Meaux. Ce service disparaît en 1849.
Lors de la  Guerre franco-allemande de 1870, les occupations prussiennes du village se succèdent. Pendant longtemps, les maisons seront détruites et les champs resteront déserts.
En 1875, la Compagnie des chemins de fer du Nord ouvre la gare d'Aulnay-sous-Bois sur la nouvelle section Paris-Soissons de  la ligne de La Plaine à Hirson et Anor (frontière). L’essor d’Aulnay est dû en grande partie à cet événement. En 1883, le quartier du Parc commence à émerger, au sud, du fragment de la forêt de Bondy.
Dans les années qui suivent, la cohabitation entre la communauté rurale du « Vieux-Pays » et la communauté, plus urbaine, du « Parc » est difficile. On parle même de couper la ville en deux : Aulnay-les-Bondy pour le Vieux Pays, et Aulnay-sous-Bois pour le Parc. La population d’Aulnay passe de 780 habitants en 1885 à 1 012 en 1886. En 1896, l’élection du conseil municipal, formé en majorité des habitants du Parc, entraîne l’essor de toute la communauté aulnaysienne. Une école, une poste, des rues, des ponts sont construits dans le Sud. La création de « trains ouvriers » par la compagnie des chemins de fer du Nord permet à de nombreux travailleurs d'acquérir des terrains en  lotissement. Les grandes propriétés commencent à se morceler. Le Parc est vendu en lotissements. Tentés par cette verdure aux portes de Paris, des Parisiens achètent des terrains et transforment l’endroit en lieu de villégiature et d’habitation.
Au début du XXe siècle, Aulnay se développe par l’accentuation du trafic ferroviaire et l’installation d’industries. Le 5 janvier 1903, la ville devient Aulnay-sous-Bois.

Aulnay-sous-Bois au tout début du XXe siècle
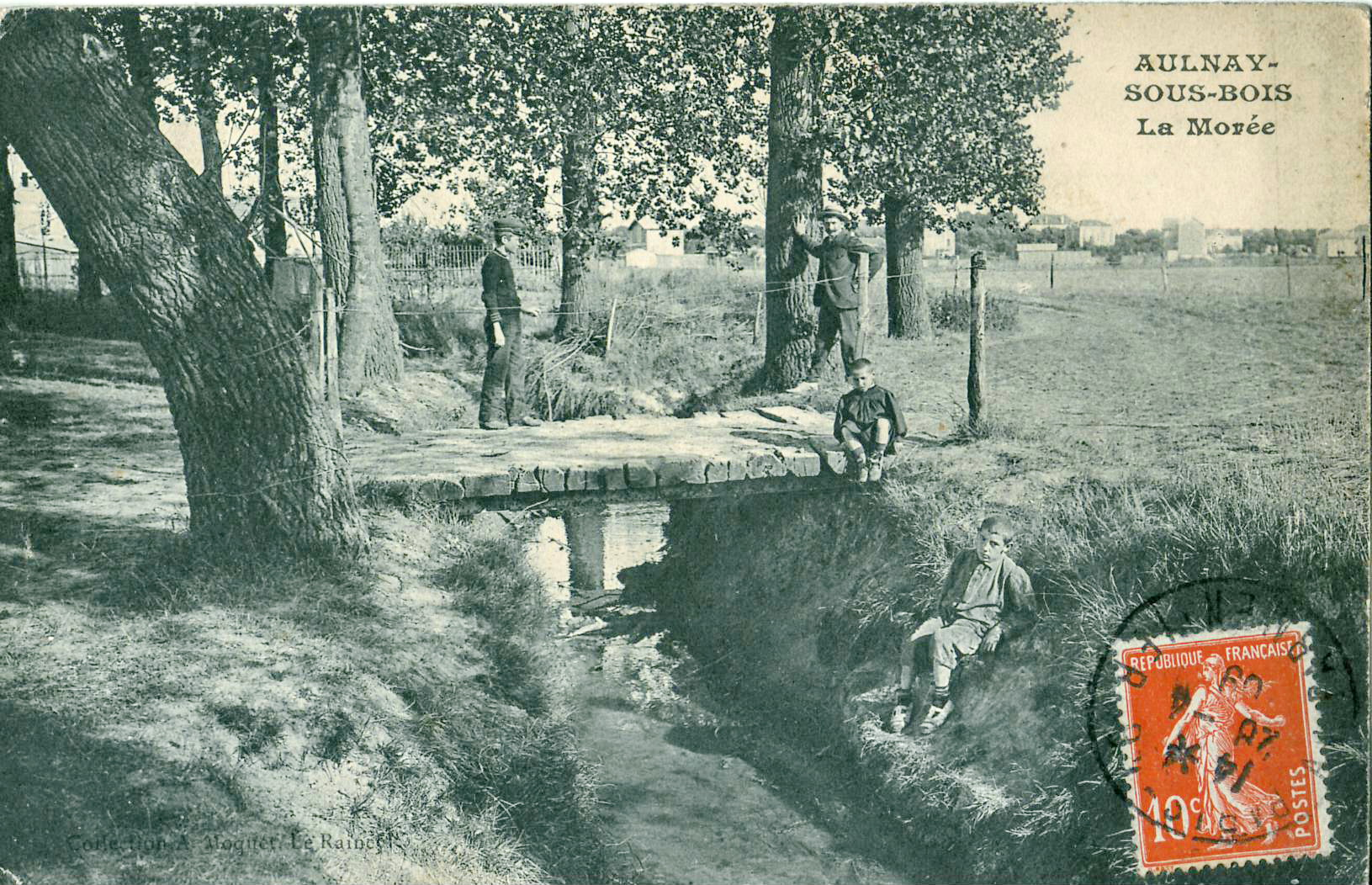
Pont sur la Morée.
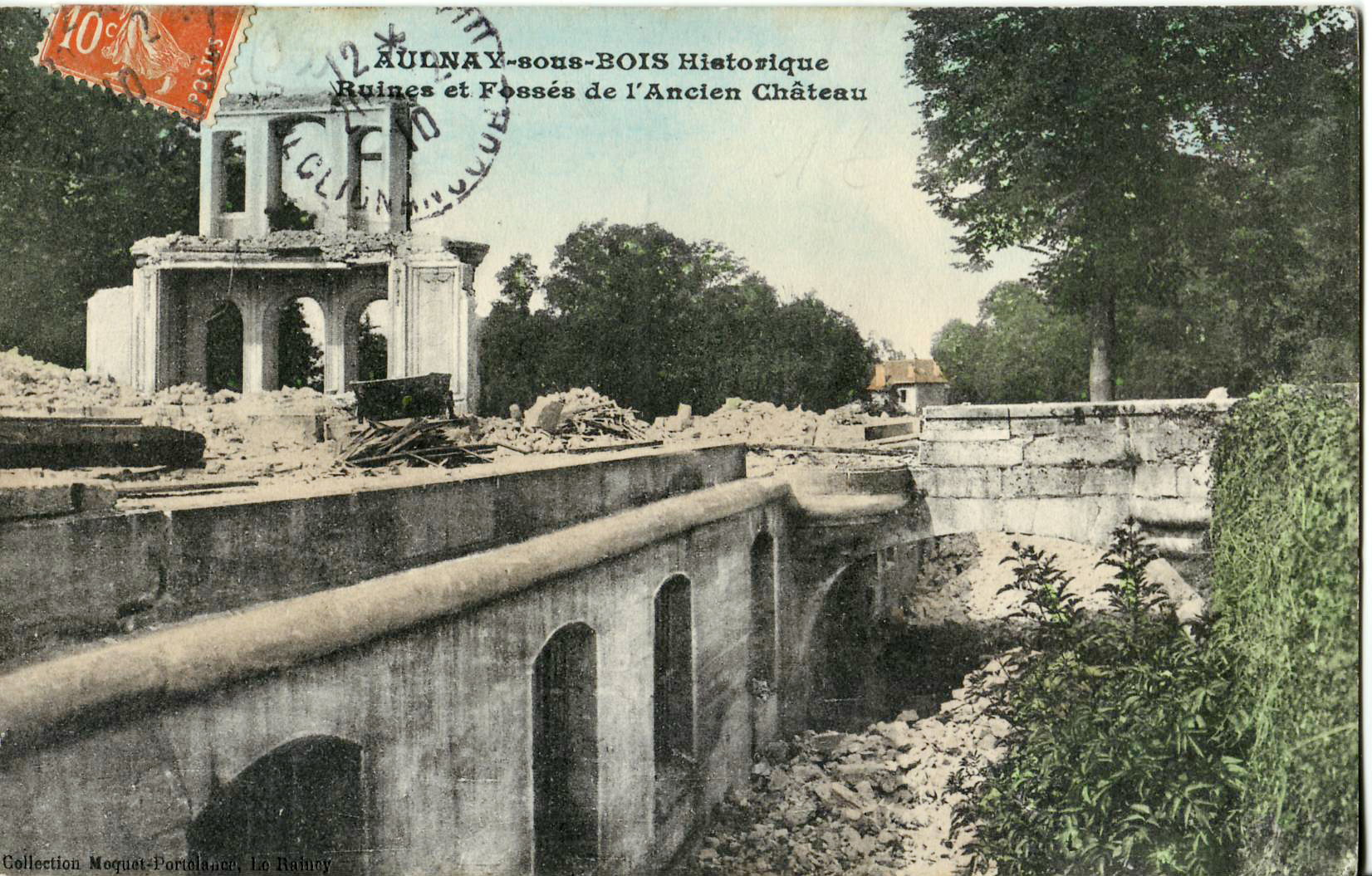
Les ruines du château d'Aulnay.
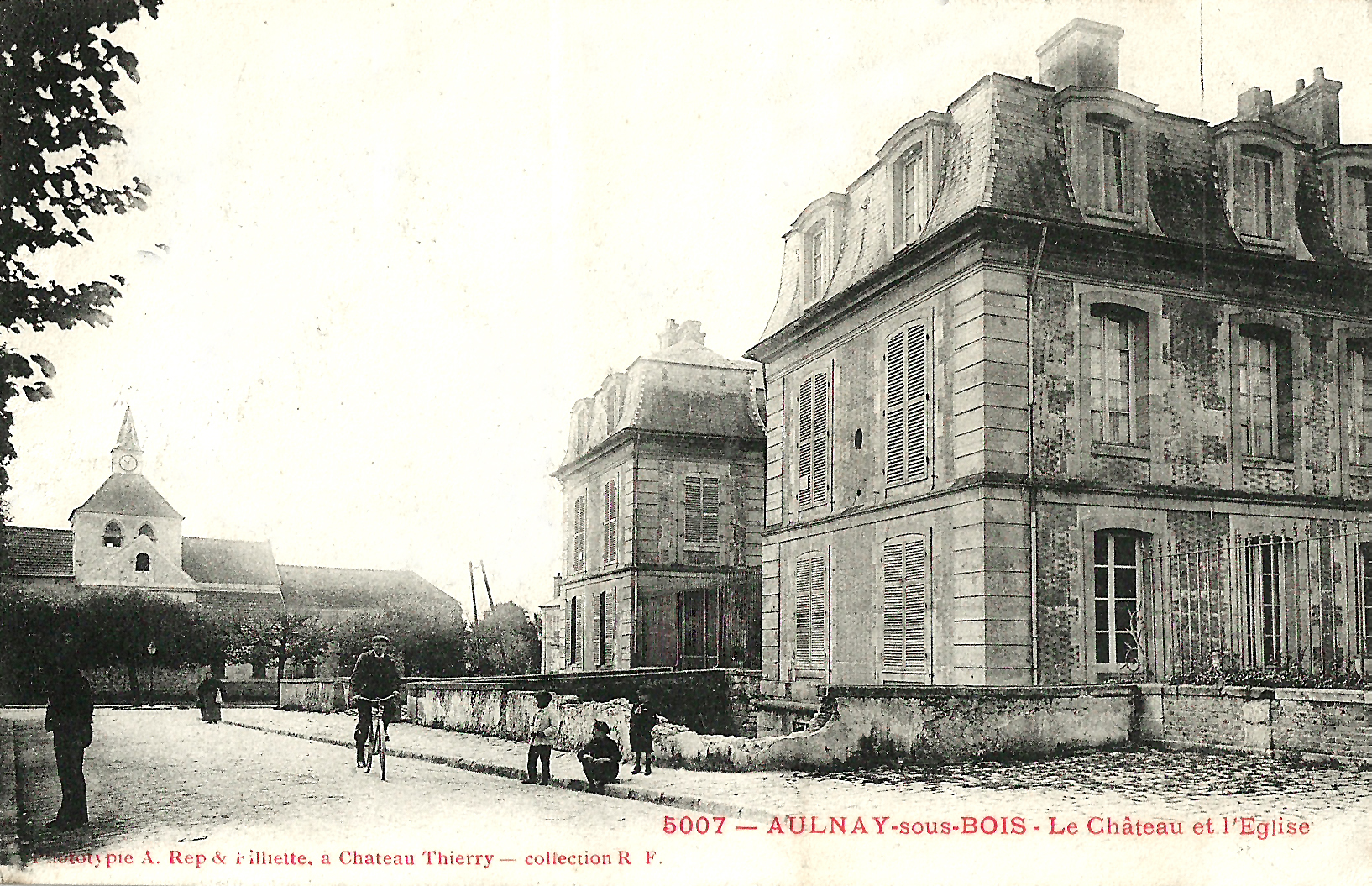
Château et église.
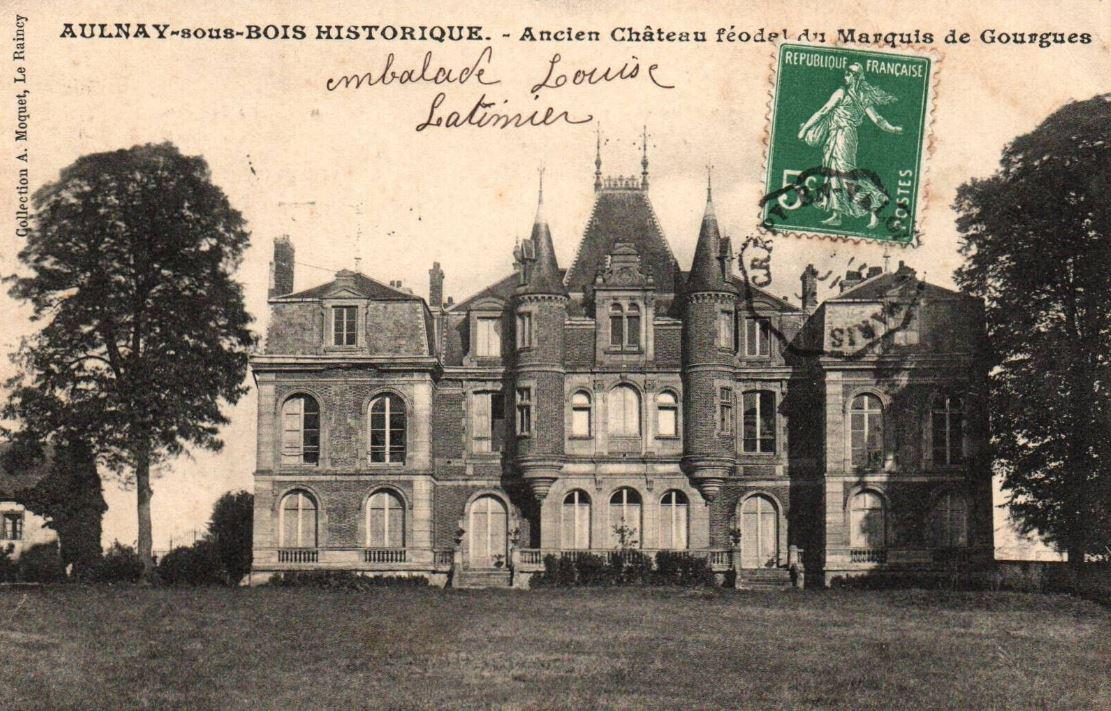
Ancien château du marquis de Gourgues.
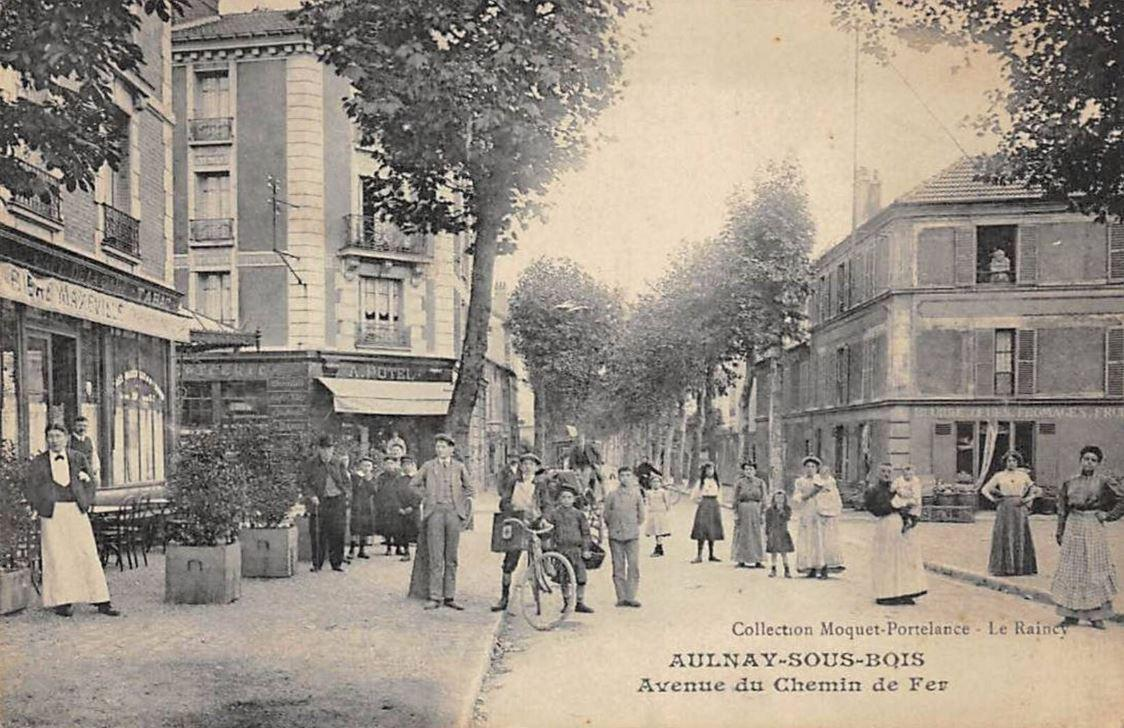
Avenue du Chemin-de-Fer.
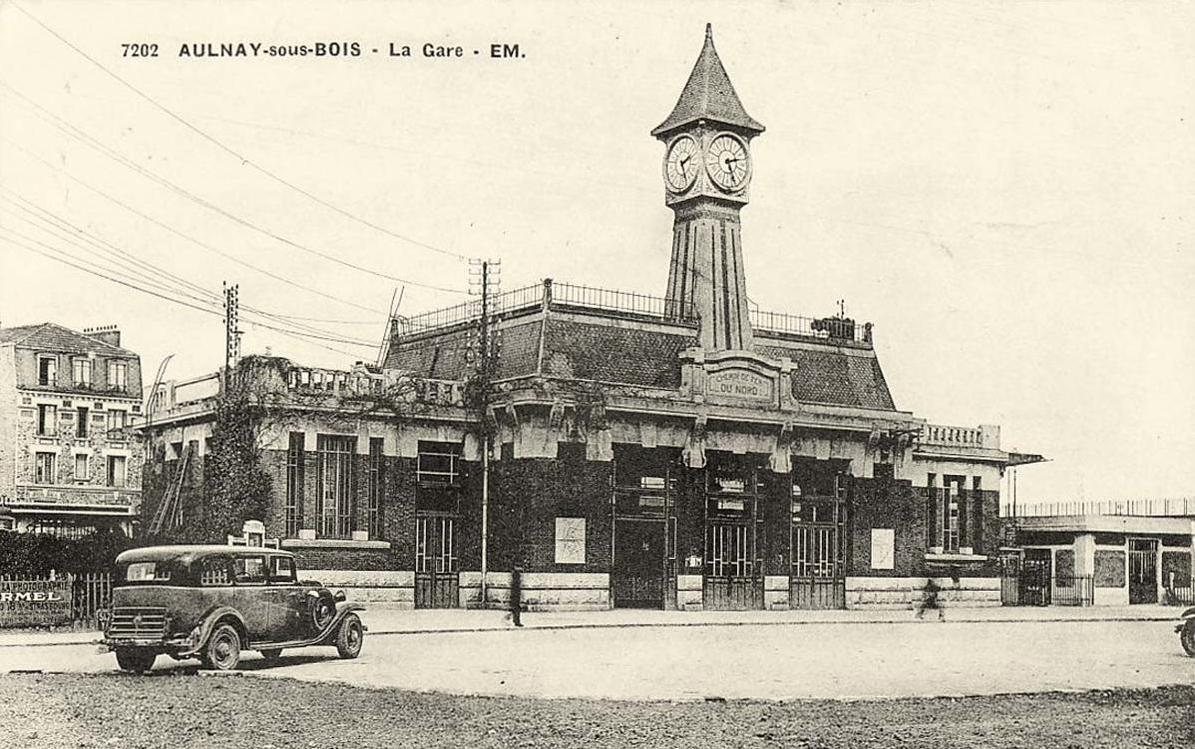
La gare.
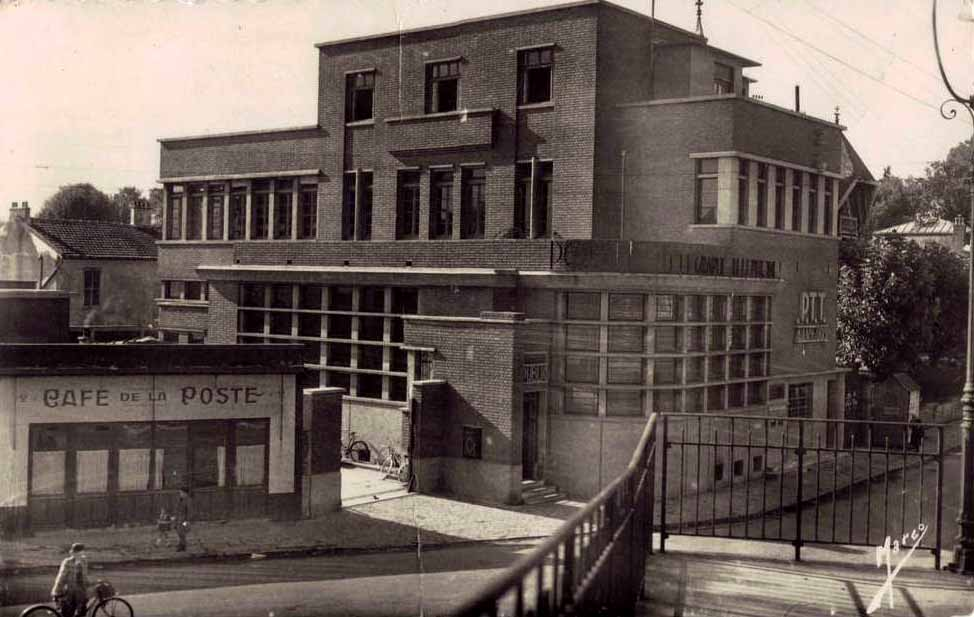
La poste.
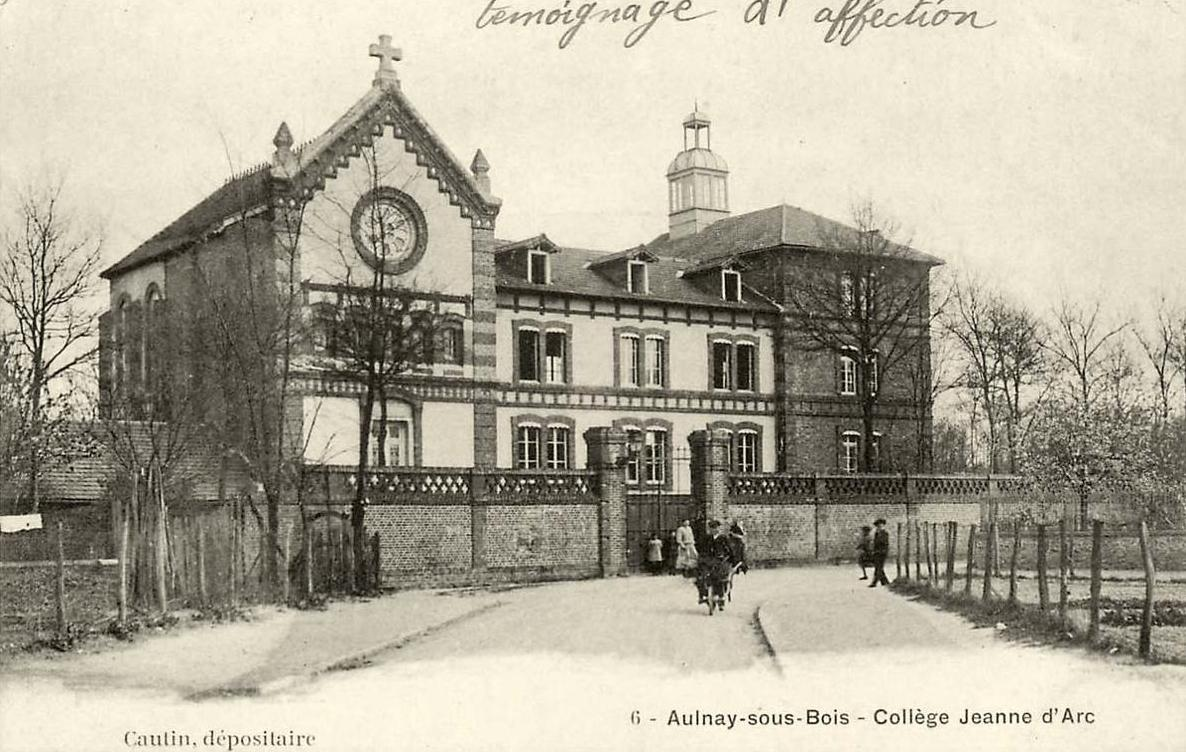
Collège Jeanne-d'Arc.
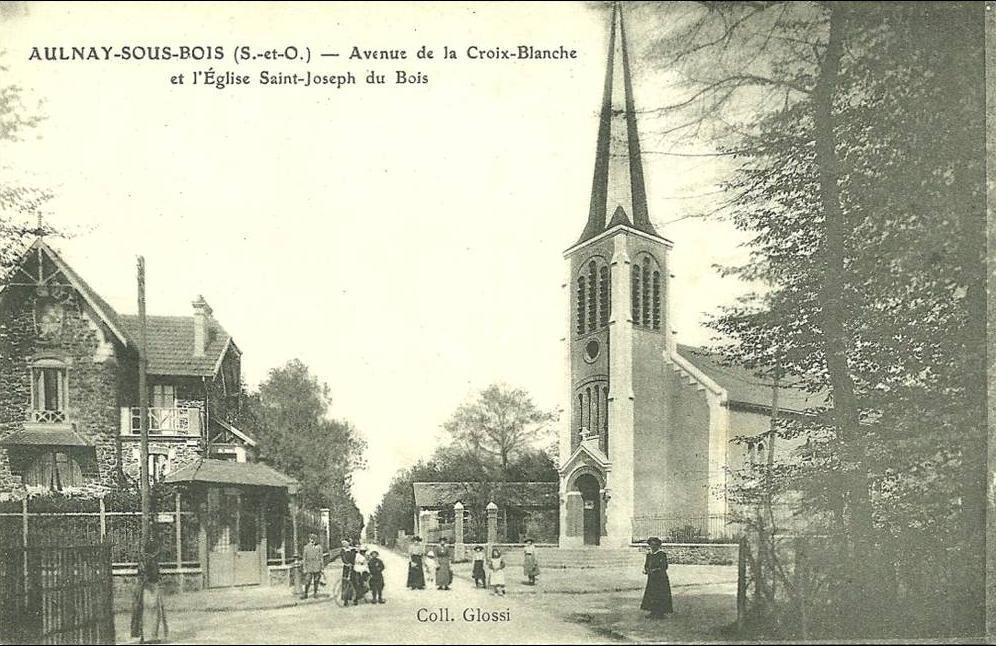
Avenue de la Croix-Blanche et église Saint-Joseph.

En septembre 1914, Aulnay est sauvée de l’occupation militaire allemande, par la contre-offensive menée lors de la Première bataille de la Marne.
En 1924, la Compagnie des radiateurs s’installe, et donne du travail à 2 300 ouvriers. D’autres petites industries mécaniques ou chimiques s’implantent à Aulnay. Entre 1920 et 1931, la plus grande partie des lotissements est réalisée. En 1935, la population des lotissements représente environ 40 % de la population aulnaysienne. En 1955, l’importante zone rurale située au nord de la commune commence à s’urbaniser ; les grands ensembles de logements collectifs naissent et se développent. En 1962, le premier groupe d’immeubles, les Merisiers, est construit.
Les années 1969 et 1970 voient se réaliser la construction d’une zone d’habitation de 3 000 logements au quartier de la Rose-des-Vents. En 1971, la société Citroën implante au nord de la ville sa principale usine de la région parisienne. En 1985, Aulnay est totalement urbanisée. À cette date s’achèvent l’extension de la partie Nord ainsi que l’implantation des zones industrielles. De nombreux équipements viendront s’ajouter dans les quartiers et donneront à la ville son visage actuel.

### Circonscriptions d'ancien régime
Circonscriptions religieuses sous l'Ancien Régime :
Paroisse : Aulnay •
Doyenné : ? • 
Archidiaconé : ? • 
Diocèse : ?.
Circonscriptions administratives sous l'Ancien Régime :
Intendance (1789) : Paris • 
Élection (1789) : Paris • 
Subdélégation : Saint-Denis •
Grenier à sel (1789) : ' • 
Coutume : ' • 
Parlement : Paris • 
Bailliage : ?
Prévôté : Paris • 
Gouvernement : ?.

## Politique et administration

### Rattachements administratifs et électoraux
Rattachements administratifs
Antérieurement à la loi du 10 juillet 1964, la commune faisait partie du département de Seine-et-Oise. La réorganisation de la région parisienne en 1964 fit que la commune appartient désormais au département de la Seine-Saint-Denis et à son arrondissement du Raincy après un transfert administratif effectif au 1er janvier 1968.
Elle faisait partie de 1793 à 1922 du canton de Gonesse année où la ville devient le chef-lieu du canton d'Aulnay-sous-Bois de Seine-et-Oise. Lors de la mise en place de la Seine-Saint-Denis, la ville devient en 1967 le chef-lieu des cantons de Aulnay-sous-Bois-Nord et Aulnay-sous-Bois-Sud. Dans le cadre du redécoupage cantonal de 2014 en France, cette circonscription administrative territoriale a disparu, et le canton n'est plus qu'une circonscription électorale.
Rattachements électoraux
Pour les élections départementales, la commune est depuis 2014 le bureau centralisateur d'un nouveau canton d'Aulnay-sous-Bois.
Pour l'élection des députés, elle fait partie de la dixième circonscription de Seine-Saint-Denis.

### Intercommunalité
SEAPFA
La ville fait partie du syndicat d'équipement et d'aménagement des Pays de France et de l'Aulnoye (SEAPFA). Celui-ci, à l'origine syndicat intercommunal à vocations multiples créé en 1971, est devenu syndicat mixte à la carte en 1992. Il s'agit, là, d'une longue expérience de coopération intercommunale qui a favorisé la création de la communauté d'agglomération Terres de France, que la commune n'a pas alors souhaité rejoindre.

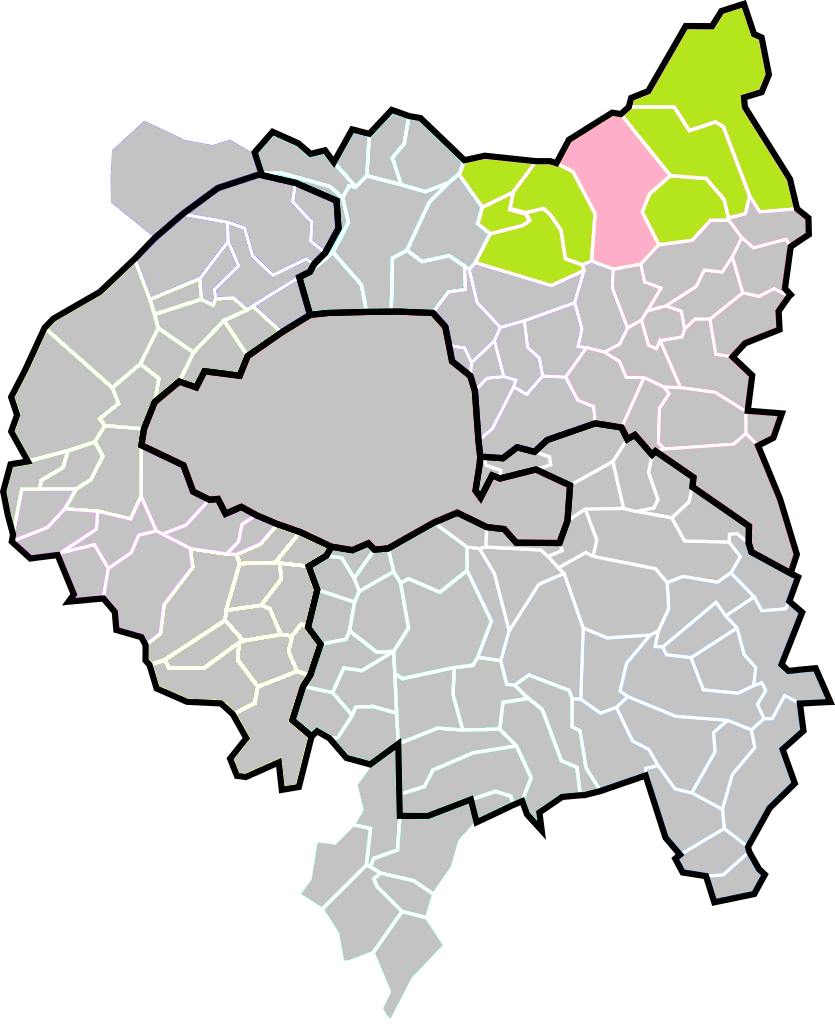
Aulnay-sous-Bois, en rouge, parmi les communes de l'EPT (en vert) dans la Métropole du Grand Paris.

Métropole du Grand Paris et EPT Terres d'Envol
Dans le cadre de la mise en œuvre de la volonté gouvernementale de favoriser le développement du centre de l'agglomération parisienne comme pôle mondial est créée, le 1er janvier 2016, la métropole du Grand Paris (MGP), à laquelle la commune a été intégrée.
La loi portant nouvelle organisation territoriale de la République du 7 août 2015 (Loi NOTRe) prévoit également la création le 1er janvier 2016 d'établissements publics territoriaux (EPT), qui regroupent l'ensemble des communes de la métropole à l'exception de Paris, et assurent des fonctions de proximité en matière de politique de la ville, d'équipements culturels, socioculturels, socio-éducatifs et sportifs, d'eau et assainissement, de gestion des déchets ménagers et d'action sociale, et exerçant également les compétences que les communes avaient transférées aux intercommunalités supprimées
Aulnay-sous-Bois fait donc partie depuis le 1er janvier 2016 de l'établissement public territorial Paris Terres d'Envol, créé par un décret du 11 décembre 2015 et qui regroupe les cinq communes adhérant au SEAPFA (dont les trois communes membres de Terres de France) ainsi que les trois communes qui faisaient partie de la communauté d'agglomération de l'aéroport du Bourget.

### Tendances politiques et résultats
Pour les échéances électorales de 2007 Aulnay-sous-Bois fait partie des 82 communes de plus de 3 500 habitants ayant utilisé les machines à voter. Elle les a utilisées pour tous les bureaux de vote depuis les élections européennes de 2004. La municipalité élue en 2008 a décidé de revenir au vote par les bulletins en papier.
Lors du second tour des élections municipales de 2014 dans la Seine-Saint-Denis, la liste UMP  menée par Bruno Beschizza — qui bénéficiait de la fusion de la liste du 1er tour UDI-MoDem menée par Jacques Chaussat — obtient la majorité absolue des suffrages exprimés, avec 14 547 voix (60,70 %, 43 conseillers municipaux élus), devançant largement la liste menée par le maire sortant Gérard Ségura PS-PCF-PRG, qui a obtenu 9 417 voix (39,29 %, 10 conseillers municipaux).
Lors de ce scrutin, 43,43 % des électeurs se sont abstenus.
Lors du premier tour des élections municipales de 2020 dans la Seine-Saint-Denis, la liste LR - UDI - SL menée par le maire sortant Bruno Beschizza obtient la majorité absolue des suffrages exprimés avec 8 384 voix (59,33 %, 44 conseillers municipaux élus dont 2 métropolitains), devançant largement les listes menées respectivement par :
 
- Fleury Drieu  (PS - EÉLV - PRG - PCF - G·s, 2 590 voix, 18,33 %, 5 conseillers municipaux élus) ;

- Benjamin Giami  (LREM - Agir - PÉ, 2 101 voix, 14,87 %, 4 conseillers municipaux élus) ;

- trois autres candidats, qui ont obtenu moins de 5 % des voix et n'ont donc pas d'élus.

Lors de ce scrutin, marqué par la pandémie de Covid-19 en France, 67,08 % des électeurs se sont abstenus.

### Liste des maires
Depuis l'après-guerre, onze maires se sont succédé à la tête de la commune.
| Période          | Période                     | Identité            | Étiquette    | Qualité |
| ---------------- | --------------------------- | ------------------- | ------------ | --- |
| mai 1945         | octobre 1947                | Pierre Scohy        | PCF          | Contrôleur technique SNCF |
| octobre 1947     | mars 1959                   | Fernand Herbaut     | SFIO         | Employé SNCF |
| mars 1959        | 5 juin 1964                 | Robert Courtat      | SFIO         | Employé au ministère des Finances Démissionnaire |
| 5 juillet 1964   | mars 1965                   | Maurice Cadot       | SFIO         | Dessinateur puis chef d’études SNCF |
| mars 1965        | mars 1971                   | Louis Solbès        | PCF          | Instituteur Conseiller général d'Aulnay-sous-Bois-Nord (1964 → 1967) |
| mars 1971        | 21 mai 1978                 | Robert Ballanger    | PCF          | Employé du ministère des Colonies, résistant Député de Seine-et-Oise (1945 → 1958) Député de Seine-et-Oise (9e circ.) (1958 → 1967) Député de la Seine-Saint-Denis (8e circ.) (1967 → 1981) Démissionnaire                     |
| 21 mai 1978      | 14 septembre 1983           | Pierre Thomas       | PCF          | Technicien, dessinateur-projeteur Conseiller général d'Aulnay-sous-Bois-Sud (1976 → 1982) Mandat écourté à la suite de l'annulation du scrutin de mars 1983                                                                    |
| 13 novembre 1983 | 9 mars 2003,                | Jean-Claude Abrioux | RPR puis UMP | Chef de groupe SNCF Député de la Seine-Saint-Denis (10e circ.) (1993 → 2007) Conseiller général d'Aulnay-sous-Bois-Sud (1982 → 1993) Démissionnaire                                                                            |
| 9 mars 2003      | 17 mars 2008                | Gérard Gaudron      | UMP          | Géologue Député de la Seine-Saint-Denis (10e circ.) (2007 → 2012) Conseiller général d'Aulnay-sous-Bois-Nord (1985 → 1998) |
| 17 mars 2008     | 5 avril 2014                | Gérard Ségura       | PS           | Instituteur Conseiller général d'Aulnay-sous-Bois-Nord (1998 → 2015) |
| 5 avril 2014     | En cours (au 15 avril 2021) | Bruno Beschizza     | UMP → LR     | Syndicaliste policier puis sous-préfet Conseiller régional d'Île-de-France (2010 → ) Conseiller départemental d'Aulnay-sous-Bois (2015 → 2016) Président de l'EPT Paris Terres d'Envol (2016 →) Réélu pour le mandat 2020-2026 |

### Jumelages
La ville d'Aulnay-sous-Bois est jumelée avec : 
- Rufisque (Sénégal)
- Al-Ram (Palestine)
- Rotterdam-Nord (Pays-Bas)
- Saïdia (Maroc)

## Équipements et services publics

### Espaces publics
La commune est classée au concours des villes et villages fleuris avec quatre fleurs depuis 1995,.

### Enseignement
- 6 crèches collectives d'accueil à plein temps
- 25 écoles maternelles publiques (2 établissements privés)
- 31 écoles primaires publiques[58] (2 établissements privés)
- 7 collèges publics (2 établissement privé)
- 2 lycées publics (2 établissements privés)
  - Lycée polyvalent régional Voillaume
  - Lycée Général et Technologique Jean-Zay

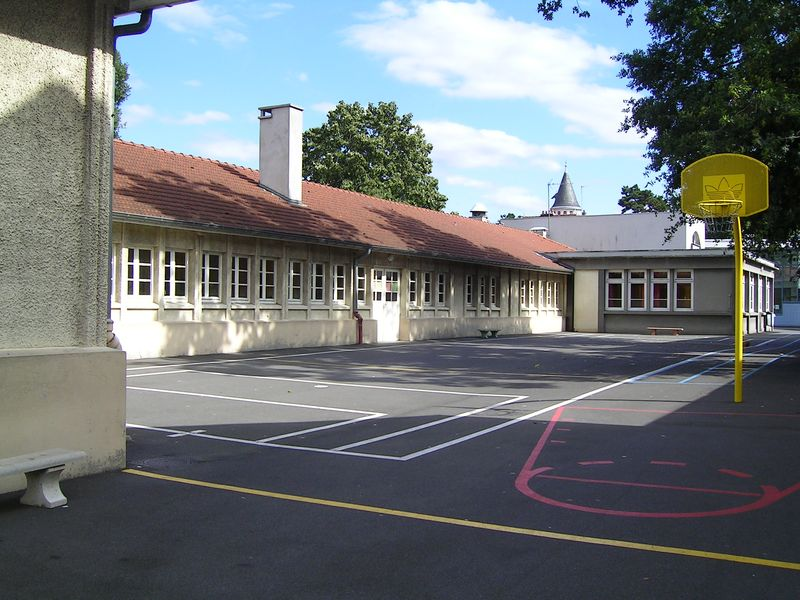
École primaire Le Parc.
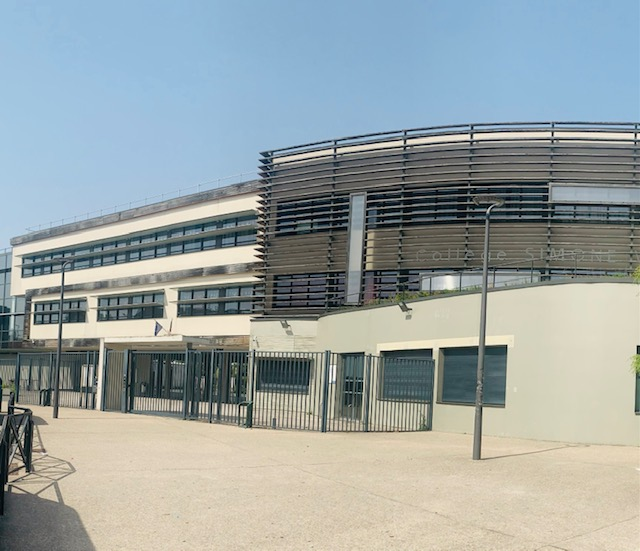
Collège Simone Veil en juin 2022.
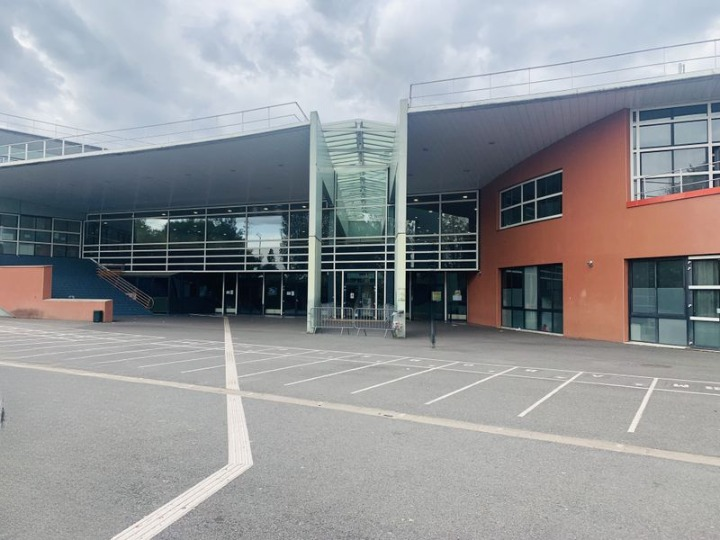
Collège Gérard Philipe d'Aulnay-Sous-Bois .
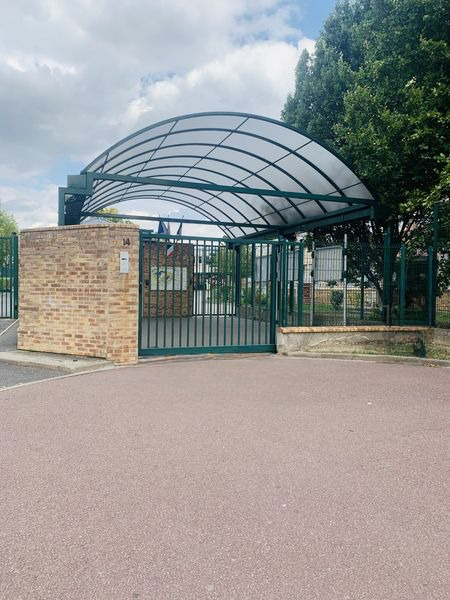
Lycée Jean Zay d'Aulnay-Sous-Bois.

### Santé

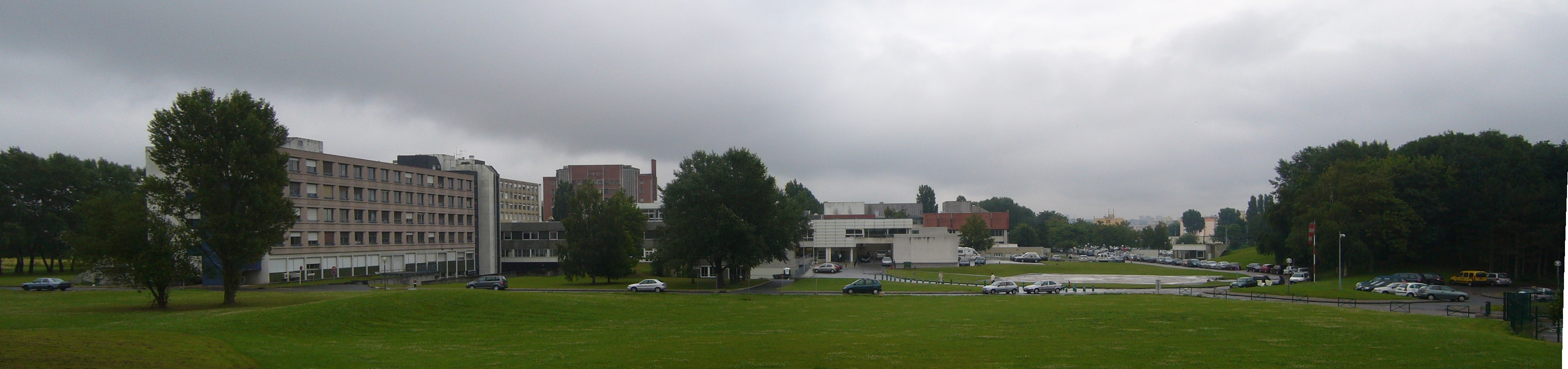
L'hôpital Robert-Ballanger.

Il y a trois établissements de santé à Aulnay-sous-Bois:
- Centre hospitalier Robert-Ballanger : hôpital intercommunal d'Aulnay-sous-Bois, Villepinte et Sevran (2 240 employés[59])[60].
- Hôpital de gérontologie René-Muret-Bigottini situé à cheval entre Sevran et Aulnay-sous-Bois.
- Clinique d'Aulnay-hôpital privé de l'Est Parisien.

### Équipements culturels

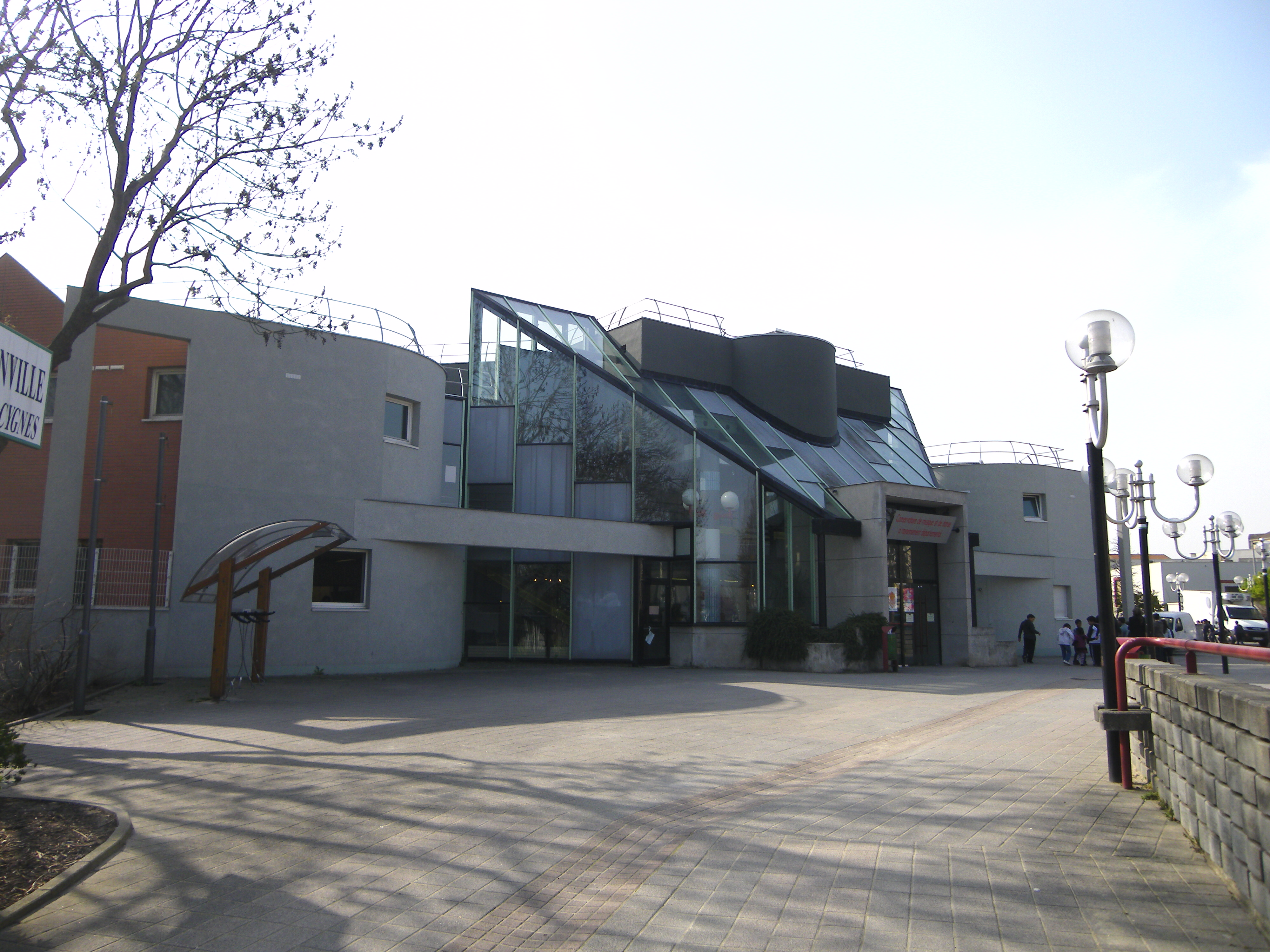
Le conservatoire de musique.

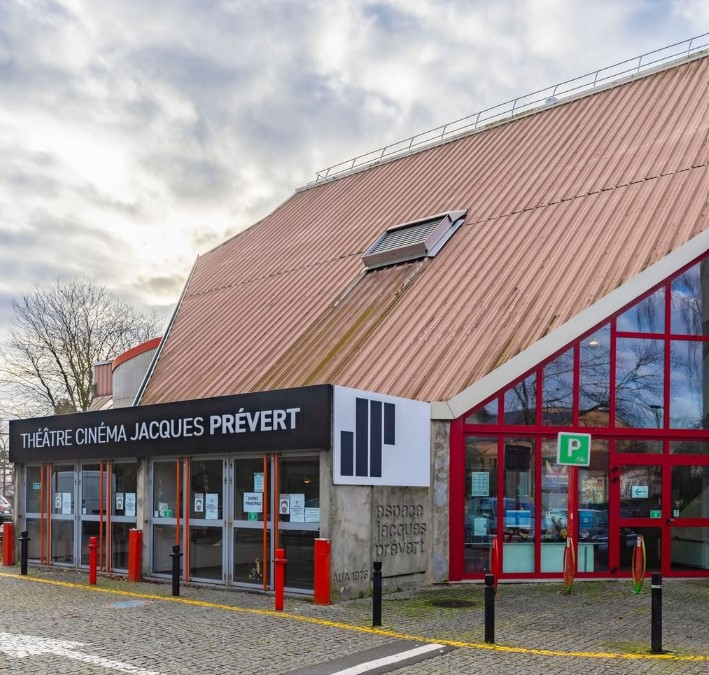
Le théâtre et cinéma Jacques-Prévert.

- Le théâtre et cinéma Jacques-Prévert est un centre culturel polyvalent qui offre une programmation diversifiée en spectacles vivants, aussi bien pour adultes que jeunes publics. Il peut accueillir 100 000 spectateurs par an, en proposant tout au long de l'année: théâtre, danse, chansons, opéra…

C'est aussi un cinéma. Les deux salles (dont la plus grande accueille 700 places) proposent une vingtaine de films par mois.
- Le CAP est un équipement culturel consacré aux musiques actuelles et à toutes les musiques du monde. C'est un lieu de diffusion avec une salle de plus de 500 places et environ quatre à cinq concerts par mois. Il offre aussi un enseignement à travers dix sept ateliers de pratique instrumentale tous niveau[61] : percussions, instruments à cordes et à vent, guitare… ainsi que des cours de technique vocale et gospel. Le soutien aux jeunes talents fait aussi partie des objectifs confiés à cet équipement. Trois studios de répétitions et un centre de ressources sont à la disposition des musiciens amateurs pour les aider à réaliser leurs projets, obtenir des informations sur les contrats, le statut d’intermittent du spectacle, les adresses des lieux pour jouer… Le CAP a été créé en 2001 et avait déjà accueilli 120 000 spectateurs en 2011[62].
- Le conservatoire de musique et de danse à rayonnement départemental (CRD) propose des cours individuels et collectifs aux enfants dès l'âge de 4 ans. Il est proposé au choix : accordéon, alto, basson, clarinette, clavecin, contrebasse, cor, flûte, guitare, harpe, hautbois, piano, percussion, saxophone, trombone, trompette, tuba, violon, violoncelle.
- Le centre de danse du Galion accueille et accompagne les jeunes dans leurs activités artistiques.
Avec trois studios de répétitions, des stages et des cours réguliers, il est reconnu comme centre de ressources pour la pratique amateur en danse en Île-de-France. Souhaitant favoriser la danse sous toutes ses formes, il organise des rencontres entre différentes expériences, expressions, et accompagne la création des jeunes chorégraphes.
- L’école d’art Claude-Monet est l’une des plus grandes écoles non diplômantes de France[réf. nécessaire]. Elle est ouverte aux enfants et aux adultes dans le cadre de leur temps libre.
Douze professeurs éduquent chaque année le regard de près de 800 apprentis artistes et les initient aux techniques de différentes disciplines artistiques : dessin, peinture, gravure, tapisserie, photographie, céramique, modelage, bande dessinée, infographie ou encore histoire de l’art. Sa mission d’enseignement est complétée par la conception, l’organisation et la présentation d’expositions favorisant la rencontre entre le public et les œuvres d’art.
- Le CREA, une structure d'éducation artistique unique en France, est établi au théâtre Jacques-Prévert et en démarche pour la construction d'un centre dans le Vieux Pays d'Aulnay. Son directeur, Didier Grosjman, et son équipe, réalisent de nombreux projets avec les écoles, les collèges, des enfants autistes, des étudiants, des professeurs... Quatre chœurs "permanents" ont été formés depuis sa création il y a 25 ans : l'éveil, pour les plus jeunes jusqu'à 7-8 ans, puis l'avant-scène de 8 à 11 ans et enfin, les deux chœurs "principaux" (les plus emblématiques, réalisant le plus de prestations et représentant le plus de créations originales), le chœur de scène des 10-18 ans, qui a notamment joué à l'Opéra Bastille et l'Opéra de Vichy, et les Créa'tures, le chœur des jeunes adultes. Le chant, la danse et le théâtre sont travaillés au CREA, enseignés par des professionnels. Les quatre chœurs réellement, "du CREA" (ou les enfants et les jeunes adultes postulent pour entrer) ne réalisent pas d'auditions. Il y a donc une philosophie de prise en charge et d'aide à l'apprentissage du nouveau membre du chœur.
- Théâtre et cinéma Jacques-Prévert, avenue Anatole-France, dont la programmation s'étend du spectacle vivant aux films et qui dispose de deux salles dont une de 700 places
- Le CAP : scène de musiques actuelles. Salle de concert de 500 places, 3 studios de répétition et des cours de musique
- Conservatoire de musique et de danse à rayonnement départemental (CRD), rue de Sevran
- École d'art plastique Claude-Monet, rue Aristide-Briand (7 matières enseignées : dessin, peinture, gravure, céramique, histoire de l'art, photographie et multimédia.)
- Centre de danse du Galion, galerie Surcouf, prévu pour fermer en 2018[63].
- Cinq bibliothèques et un médiabus[64]:
  - Dumont, boulevard du Général-Galliéni
  - Guillaume-Apollinaire, rue Turgot
  - Alphonse-Daudet, rue du Hameau
  - Jules-Verne, rue du Limousin
  - Elsa-Triolet, rue Saturne
- Une bibliothèque sonore, rue Roger-Contensin
- Cinéma multiplex de 14 salles UGC Ciné Cité comportant 2 800 fauteuils situé dans le centre commercial O'Parinor.

### Équipements sportifs
- Le centre aquatique  "l'Odyssée" est inauguré le 10 juillet 2021 pour prendre la suite du site de Coursailles, actif de 1968 à 2015[65],[66]

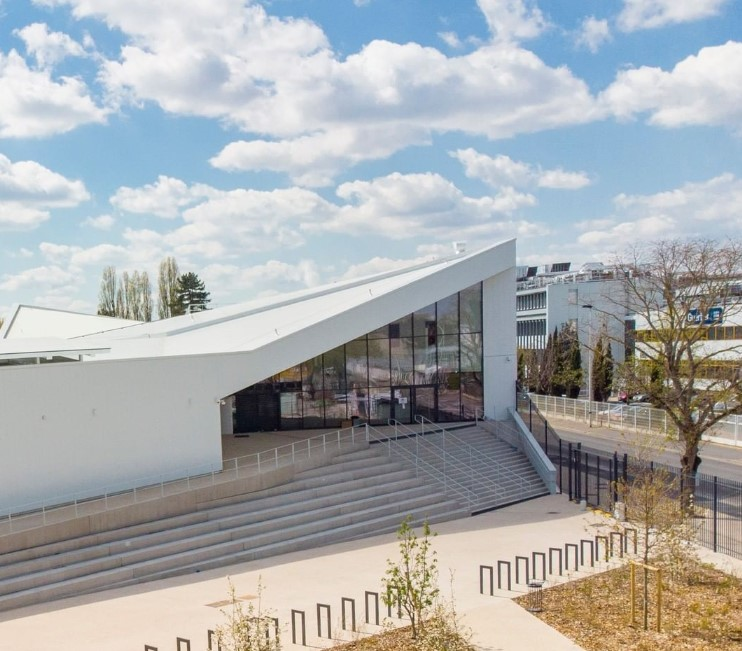
Centre nautique L'Odyssée à Aulnay-Sous-Bois en 2022

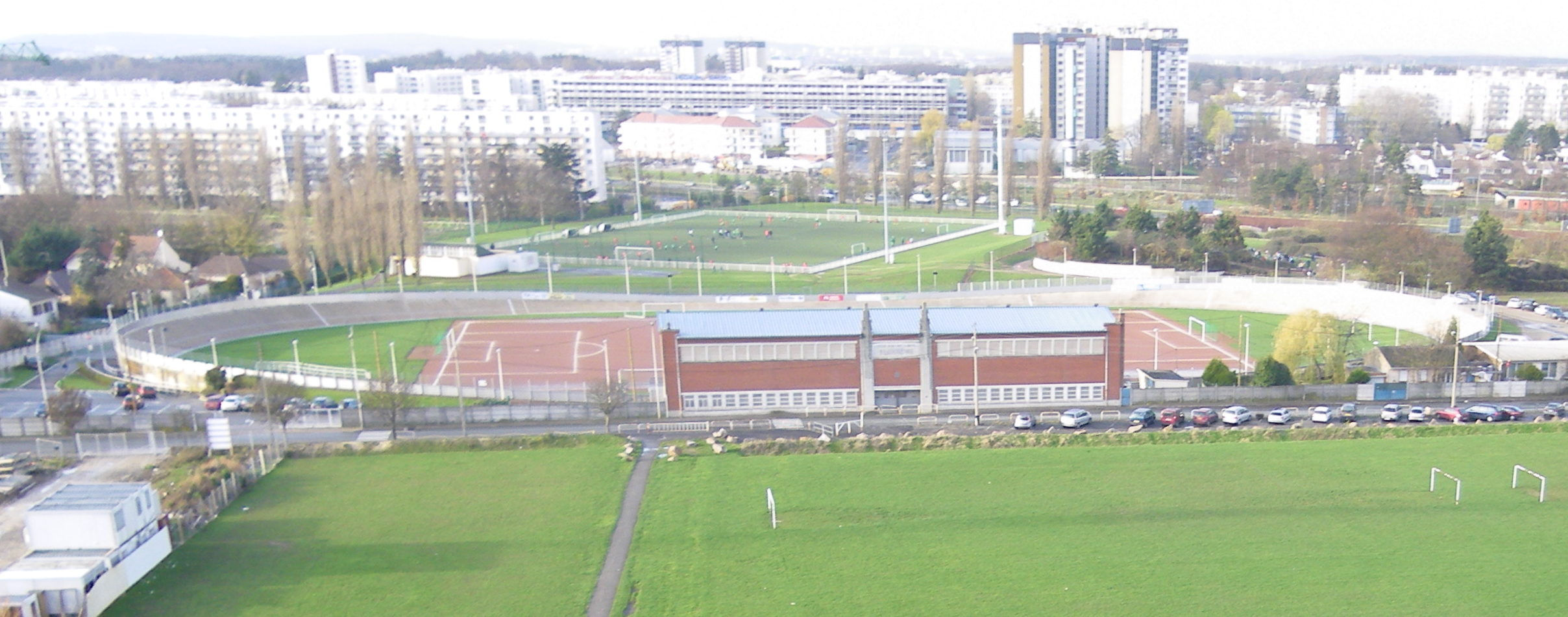
Le stade vélodrome en 2009.

- 8 gymnases
- Stades
  - 1 stade-vélodrome
  - 5 stades polyvalents
  - 2 complexes sportifs
- 3 complexes de tennis

## Population et société
Les habitants sont appelés  Aulnaysiennes et Aulnaysiens.

### Démographie

#### Évolution démographique
L'évolution du nombre d'habitants est connue à travers les recensements de la population effectués dans la commune depuis 1793. Pour les communes de plus de 10 000 habitants les recensements ont lieu chaque année à la suite d'une enquête par sondage auprès d'un échantillon d'adresses représentant 8 % de leurs logements, contrairement aux autres communes qui ont un recensement réel tous les cinq ans,.

En 2022, la commune comptait 86 360 habitants, en évolution de +2,01 % par rapport à 2016 (Seine-Saint-Denis : +4,67 %, France hors Mayotte : +2,11 %).
| 1793 | 1800 | 1806 | 1821 | 1831 | 1836 | 1841 | 1846 | 1851 |
| ---- | ---- | ---- | ---- | ---- | ---- | ---- | ---- | ---- |
| 580  | 536  | 563  | 513  | 577  | 584  | 611  | 622  | 637  |

| 1856 | 1861 | 1866 | 1872 | 1876 | 1881 | 1886  | 1891  | 1896  |
| ---- | ---- | ---- | ---- | ---- | ---- | ----- | ----- | ----- |
| 646  | 646  | 680  | 627  | 765  | 780  | 1 012 | 1 306 | 1 878 |

| 1901  | 1906  | 1911  | 1921   | 1926   | 1931   | 1936   | 1946   | 1954   |
| ----- | ----- | ----- | ------ | ------ | ------ | ------ | ------ | ------ |
| 2 829 | 4 417 | 7 141 | 11 928 | 21 636 | 31 426 | 31 763 | 32 356 | 38 534 |

| 1962   | 1968   | 1975   | 1982   | 1990   | 1999   | 2006   | 2011   | 2016   |
| ------ | ------ | ------ | ------ | ------ | ------ | ------ | ------ | ------ |
| 47 507 | 61 521 | 78 137 | 75 996 | 82 314 | 80 021 | 81 600 | 81 880 | 84 662 |

| 2021   | 2022   | - | - | - | - | - | - | - |
| ------ | ------ | - | - | - | - | - | - | - |
| 86 135 | 86 360 | - | - | - | - | - | - | - |

Le revenu des ménages en 2004 selon l'Insee était de 14 886 € ce qui situe la ville au niveau moyen national. Le taux de chômage étant de 10,5 % en 2006. Toujours selon l'Insee, les ménages du Nord de la ville ont un revenu moyen situé entre 10 000 et 13 000 euros, alors que les ménages du Sud gagnent entre 20 000 et 25 000 € par an, et même plus que cette somme dans le quartier du Pont de l'Union, soit le revenu des habitants du Raincy ou de Levallois-Perret.
En 2021, Aulnay-sous-Bois était la 52 ème la plus peuplée de France.

#### Répartition par âge
Sources :
- De 0 à 19 ans : 30,8 %
- De 20 à 39 ans : 29,1 %
- De 40 à 59 ans : 25,2 %
- De 60 à 74 ans : 10,3 %
- 75 ans et plus : 4,5 %

### Manifestations culturelles et festivités

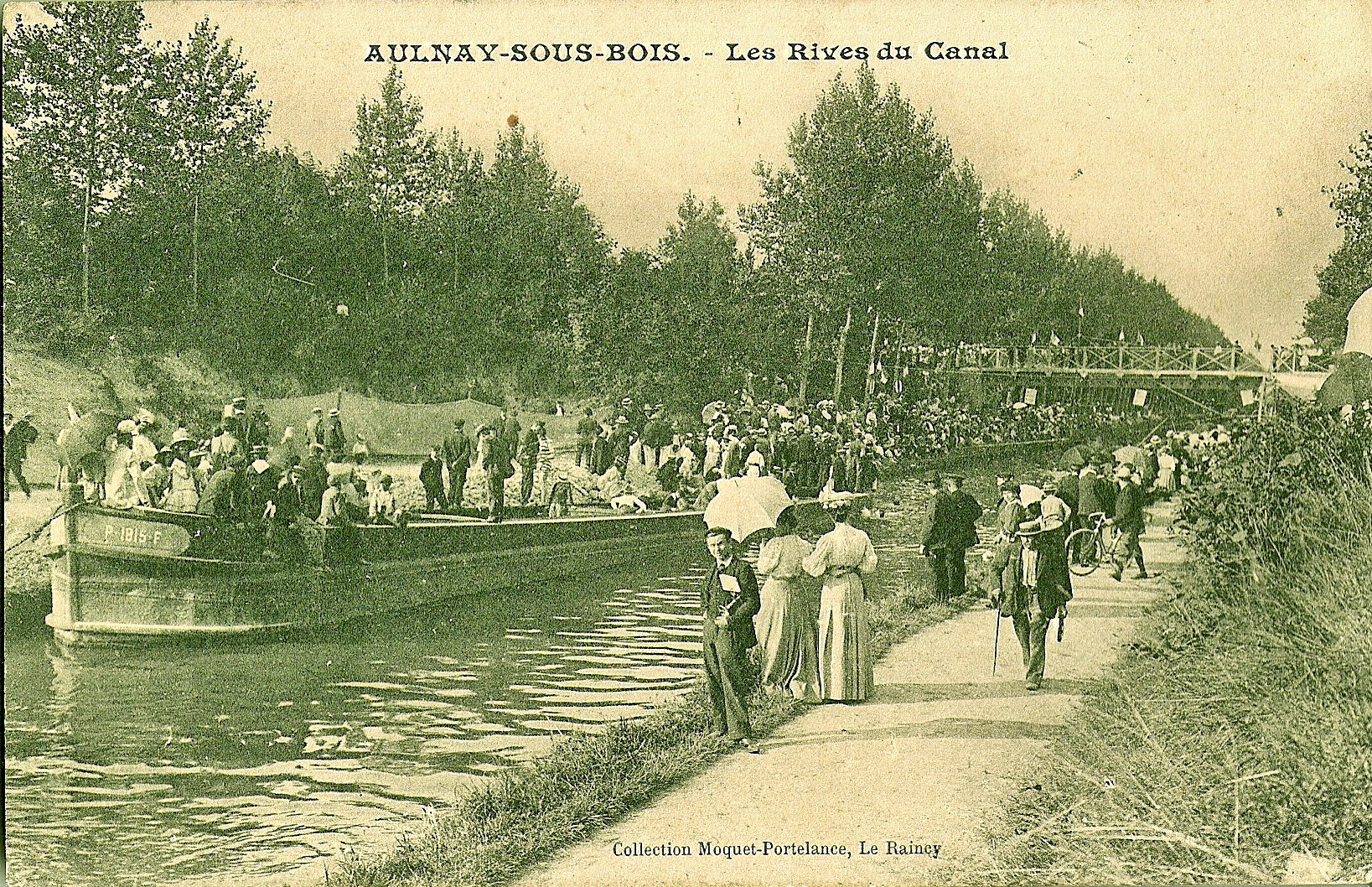
Peut-être un précurseur de la Fête du Canal de l'Ourcq (Carte postale du début du XXe siècle.

En 1981 et 1982, Aulnay-sous-Bois a été ville-étape des 68e et 69e Tours de France lors de la 10e étape (Le Mans - Aulnay-sous-Bois) pour le premier et lors de la 20e étape pour le second (Sens - Aulnay-sous-Bois).
Chaque hiver une patinoire extérieure (de 600 mètres carrés en 2006-2007) est installée à la Ferme du Vieux Pays.
Chaque lundi de Pâques se tient la foire de Printemps qui allie brocante, braderie et vide-grenier. Elle réunit environ 1500 exposants entre le Vieux Pays et la place du Général-Leclerc.
Le théâtre et cinéma Jacques-Prévert abrite en mai le festival Les Panoramiques, festival des pratiques artistiques amateurs. Il réunit pendant une semaine différentes compagnies théâtrales d’enfants, d’adolescents et d’adultes qui présentent sur scène leurs créations et tous les ans au mois de novembre le festival Aulnay All Blues.
Début juin, a lieu la fête des villes fleuries et du vélo au parc Gainville.
Le Festival de musique militaire est programmé le deuxième samedi de juin. Sont conviées des formations de plusieurs pays européens. Le matin, un défilé est organisé dans la ville à partir du parc Dumont suivi d'un concert en plein air au parc Dumont. L'après-midi, le défilé part de la Ferme du Vieux Pays et le concert a lieu au gymnase Pierre-Scohy.
La Fête du canal de l'Ourcq est organisée à la mi-juin entre le port des Pavillons-sous-Bois et la passerelle des Jardins-Perdus.
La traditionnelle Fête de l'Arbre se déroule pendant deux jours début novembre au parc Dumont. Sont organisées des expositions et des ateliers pour enfants autour de l'arbre, de la nature et de la faune. Des parcours aventure d'arbre en arbre sont accessibles gratuitement aux petits, enfants et aux adultes.
Le festival de hip-hop, H2O (Hip Hop Organisation), est organisé par le Centre de danse du Galion, en partenariat avec le théâtre et cinéma Jacques-Prévert et la scène de musique actuelle Le Cap en décembre. Il réunit depuis plus de 10 ans l'avant-garde de la scène hip-hop française.
Le Battle VNR, chaque dernier dimanche de mai, évènement breakdance hip-hop existant depuis 2002.
La ville accueille en 2012 le championnat de France de boxe.
Le festival Les Futuriales se déroule tous les ans dans le parc Dumont depuis 2010. Il a pour thème les littératures de l'imaginaire et regroupe plus de 60 auteurs sur une journée. Il est co-organisé par la librairie Folies d'Encre et le réseau des bibliothèques.
Chaque année à l'occasion de la fête de la musique, la ville d'Aulnay-Sous-Bois fait venir des artistes qui se produisent un peu partout dans la ville, notamment sur le boulevard de Strasbourg et dans le quartier de la Rose-des-vents.

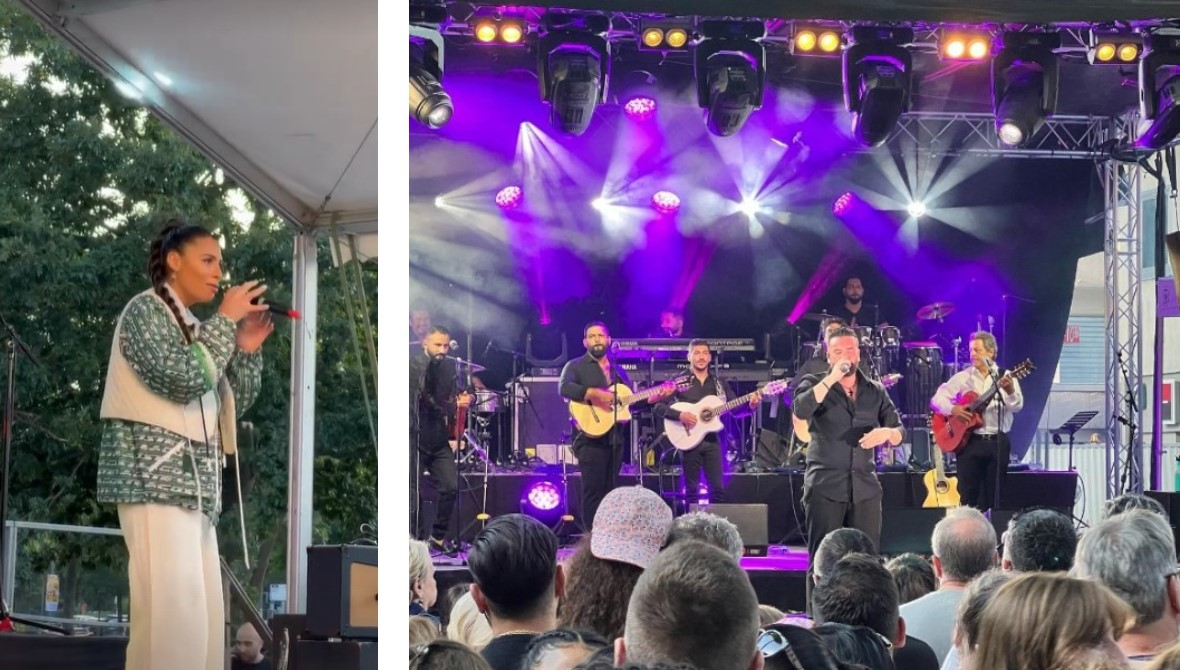
Zaho et Chico and the Gypsies à la fête de la musique 2022
- Gilbert Montagné à la fête de la musique 2023
- Patrick Sébastien à la fête de la musique 2025
- Patrick Sébastien à la fête de la musique 2025
- Patrick Sébastien à la fête de la musique 2025
- Patrick Sébastien et Bruno Beschizza à la fête de la musique 2025

### Cultes

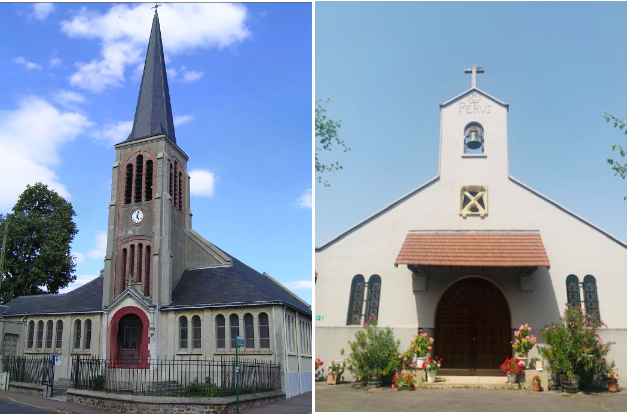
Église Saint-Joseph d'Aulnay-sous-Bois et Église Saint-Pierre de Nonneville d'Aulnay-sous-Bois.

#### Lieux de cultes
- Culte catholique :
  - Église paroissiale Saint-Sulpice (remontant au XIIe siècle), rue de Sevran.
  - Église Saint-Pierre de Nonneville d'Aulnay-sous-Bois, rue de Reims.
  - Église Saint-Paul d'Ambourget, rue du 8-Mai-1945.
  - Chapelle Saint-Jean d'Aulnay-sous-Bois, galerie Surcouf, quartier de la Rose-des-Vents.
  - Chapelle Notre-Dame-de-Compassion du Coudray d'Aulnay-sous-Bois, rue Francis-Créno.
  - Église Saint-Joseph (qui propose, notamment à Noël et tous les dimanches à 9 h 30, des messes en polonais), construite en 1913, avenue de la Croix-Blanche.
- Culte protestant : temple de l'Église protestante unie de France, à l'angle du boulevard de Gourgues et de l'avenue Jeanne d'Arc[73].
- Culte musulman :
  - Association culturelle des musulmans de la Rose-des-Vents, rue Auguste-Renoir.
  - Association culturelle des musulmans d'Aulnay, rue de l'Esprit.
  - Association culturelle des musulmans de Mitry, allée des Cyprès.
- Culte israélite :
  - Synagogue, allée de Clermont-Tonnerre.
  - Synagogue, rue Dupuis.

#### Cimetières
La ville a deux cimetières, situés route de Mitry:
- Cimetière ancien d'Aulnay-sous-Bois,
- Cimetière nouveau d'Aulnay-sous-Bois.

## Économie
La ville a eu une bonne croissance du fait que des sociétés telle l’Oréal s’y sont implantées. Des inquiétudes apparaissent tout de même du fait du départ de Xérox France et de PSA.

### Données statistiques
Aulnay-sous-Bois comporte près de 3 000 entreprises et 405 ont été créées en 2004.

### Grandes entreprises présentes
Aulnay-sous-Bois a abrité de 1973 à 2014, date de sa fermeture, la plus grande entreprise du département, Peugeot - Citroën Aulnay, qui comptait à son maximum de production plus de 5 000 salariés pour une production d’environ 400 000 véhicules par an.

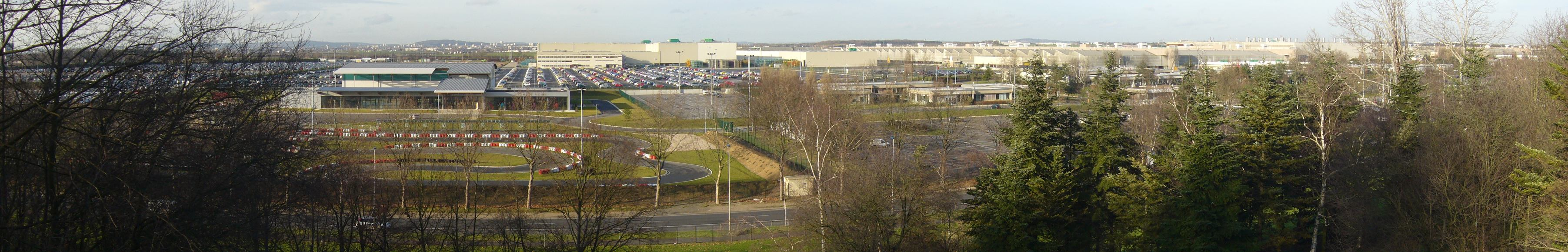
L’ancienne usine Peugeot - Citroën Aulnay vue depuis le parc Robert-Ballanger.

- L’entreprise L'Oréal est également située sur la commune (une rue et un passage de la ville portent d’ailleurs le nom de son fondateur : Eugène Schueller), avec une usine (au nord) et un centre de recherche (au sud).
- Le parc logistique de Garonor qui comporte de nombreuses entreprises de fret.
- Le centre commercial régional O’Parinor (voir la section centres commerciaux, vie commerçante).
- La mairie emploie presque 2 400 agents et constitue, à ce titre, l’un des plus gros employeurs de la commune.

### Commerces
La ville dispose du centre commercial régional O'Parinor.

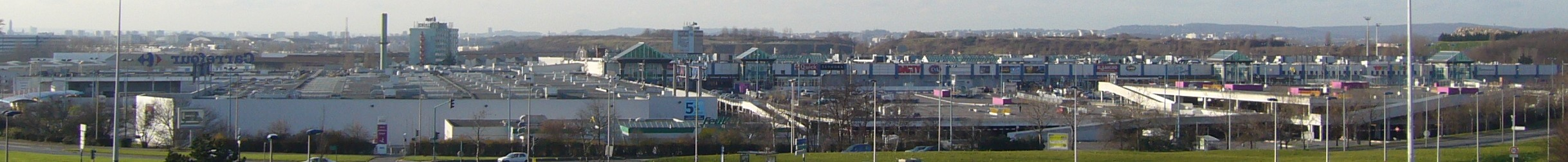
Le centre commercial régional O'Parinor vu depuis le parc Robert-Ballanger.

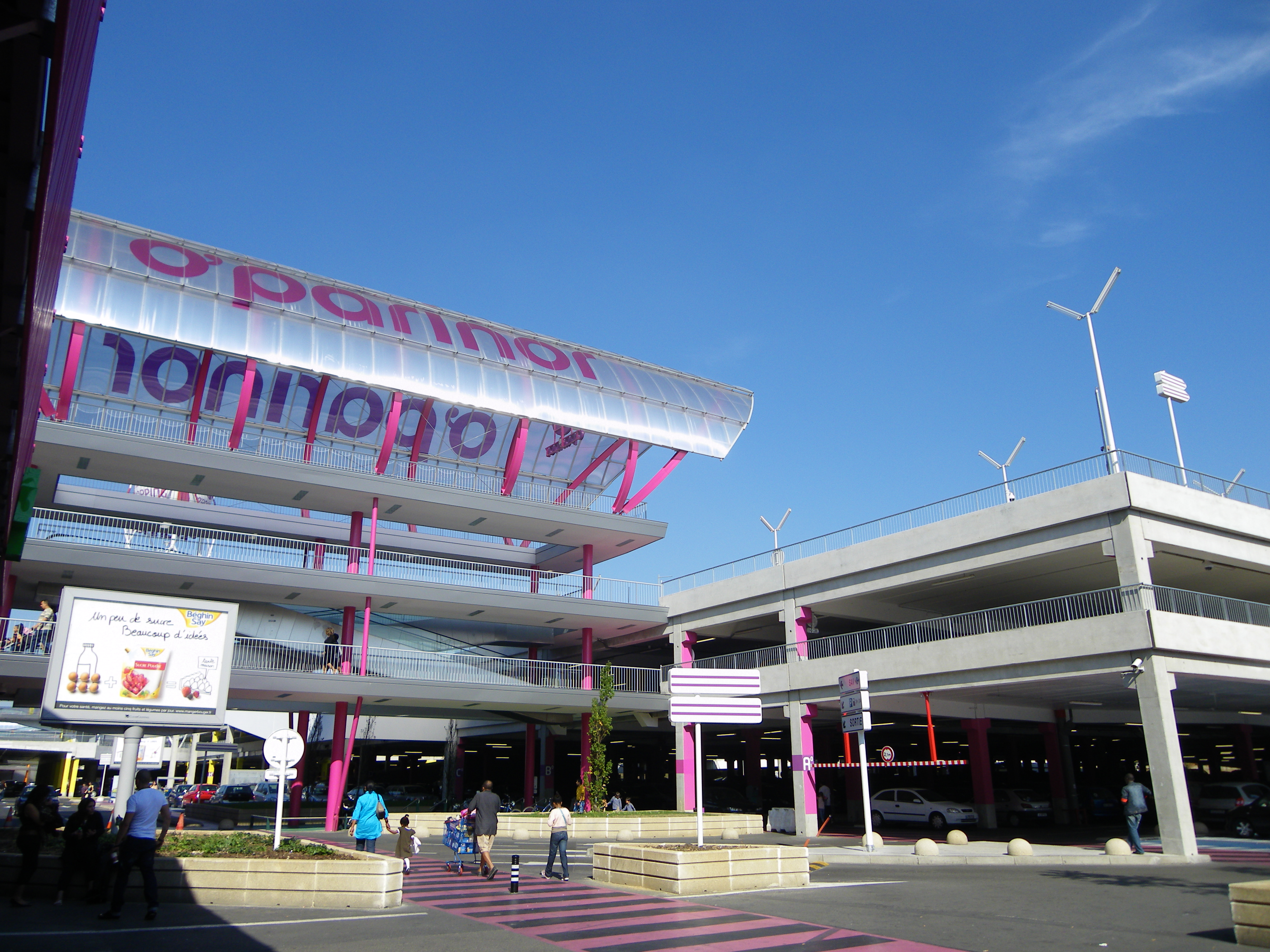
Le parking du centre commercial O'Parinor en septembre 2009.

Il existe un supermarché à l'enseigne Intermarché dans la zone d'activité de Chanteloup. Il se tient au moins un marché chaque jour, du mardi au dimanche :
- Le Galion, au cœur de la Rose-des-Vents, ayant été totalement démoli, les marchés sont déplacés sur le site du "Grand Paris" les mardis, vendredis et dimanches
- Au Vieux Pays, les mercredis et samedis
- Sur le Boulevard de Strasbourg et la Route de Bondy, en extérieur, ainsi que dans la halle de la Grande Nef, en intérieur, les mardis, les jeudis et dimanches

Le quartier Ambourget retrouve son marché les mercredis après-midi. Un nouveau marché est lancé au quartier du Gros-saule (rue du docteur Fleming) les lundis après-midi.

## Culture locale et patrimoine

### Patrimoine disparu
- Le château d'Aulnay sous Bois.

### Lieux et monuments
La ville d'Aulnay-Sous-Bois possède un important patrimoine historique et culturel. Elle possède tout d'abord une ancienne ferme nommée « La ferme du Vieux-Pays » située dans  le quartier du même nom , dont les charpentes en bois datent du XVIIe siècle et qui rappelle l'ancienne  activité agricole de la ville. La ville possède également de nombreux lieux de culte dont certains datent de plusieurs siècles comme l'église Saint-Sulpice , une église paroissiale datant du XIIe siècle. En plus de la ferme du Vieux pays et des divers lieux de culture , la ville compte également plusieurs stèles , monuments et plaques commémoratives  qui rendent hommage à diverses personnalités historiques (Charles de Gaulle, le général Leclerc, Ferdinand Foch , Alphonse Juin ...).

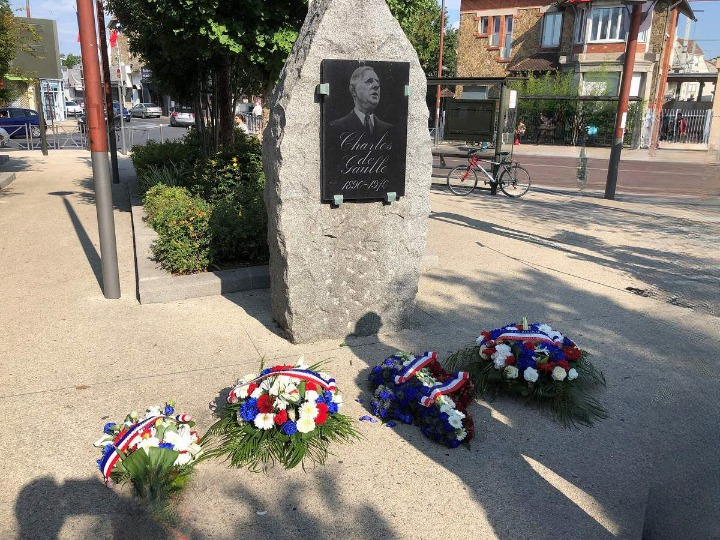
Stèle en hommage à Charles de Gaulle
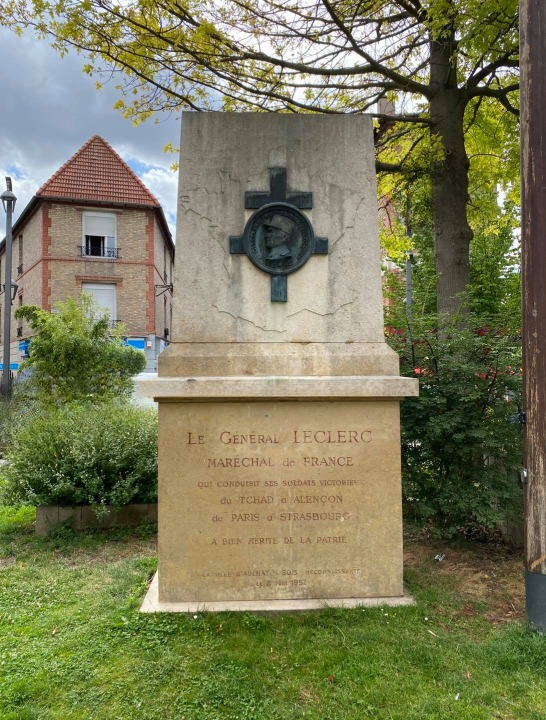
Stèle rendant hommage au Général Leclerc
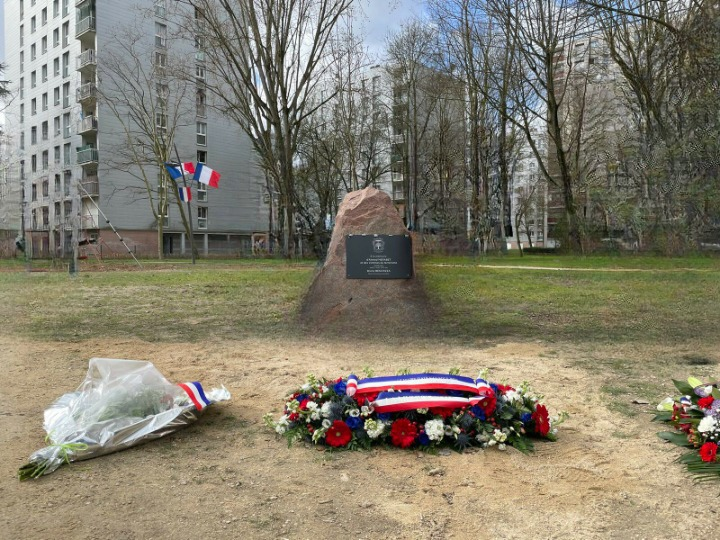
Stèle en hommage à Ahmed Merabat , policier mort lors des attentats de janvier 2015
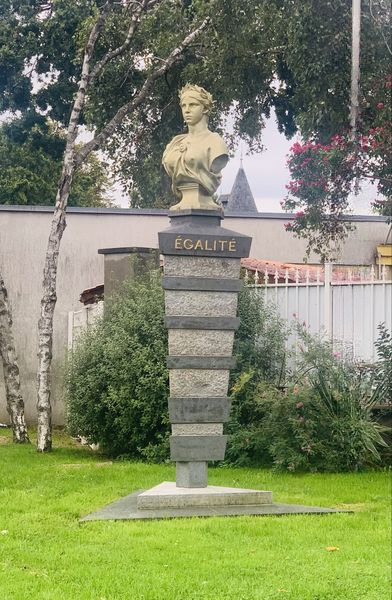
Statue sur la place de la République à Aulnay-Sous-Bois
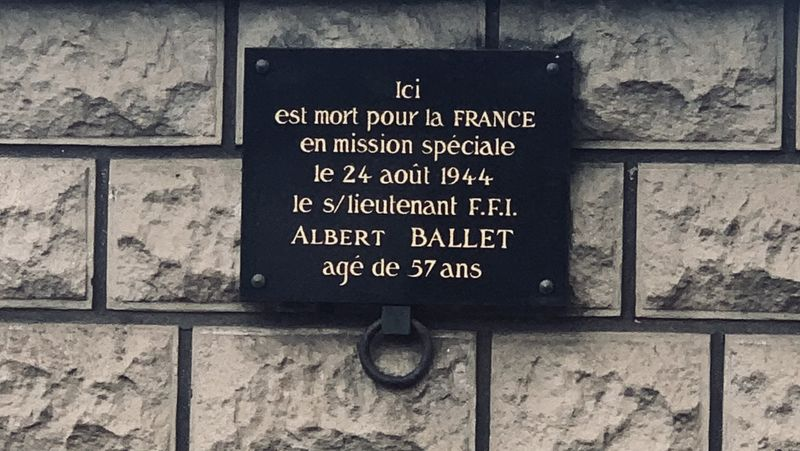
Plaque commémorative en hommage à  Albert Ballet
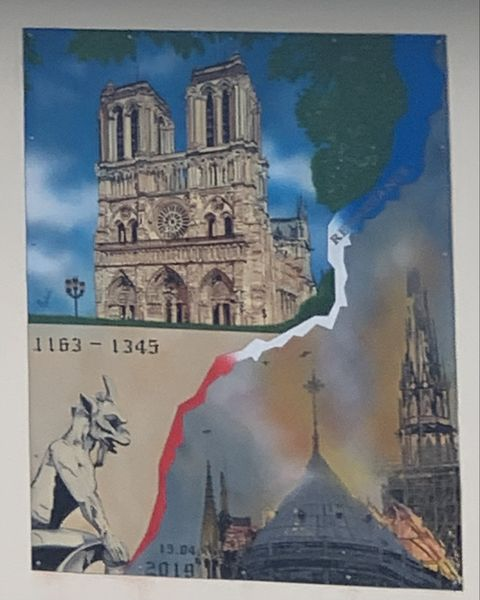
Peinture murale située à Aulnay-Sous-Bois et qui représente la Cathédrale Notre-Dame de Paris avant et durant son incendie
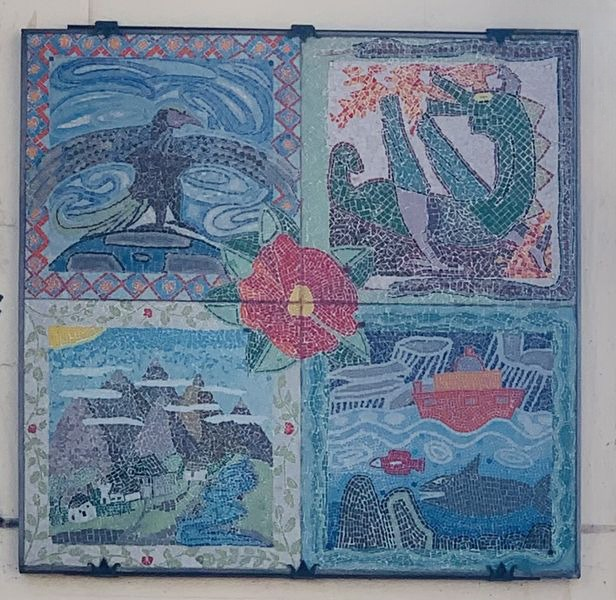
L'une des fresques murales de la Ville d'Aulnay-Sous-Bois. Celle-ci est située sur la rue du Onze Novembre sur la passerelle.
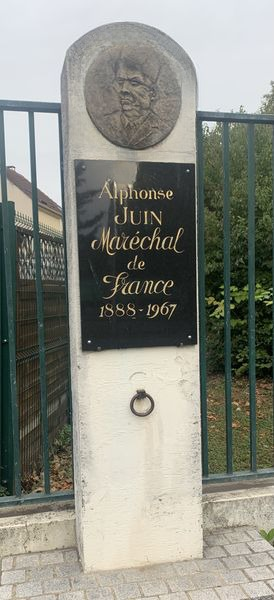
Monument commémoratif au Maréchal Juin situé à Aulnay-Sous-Bois
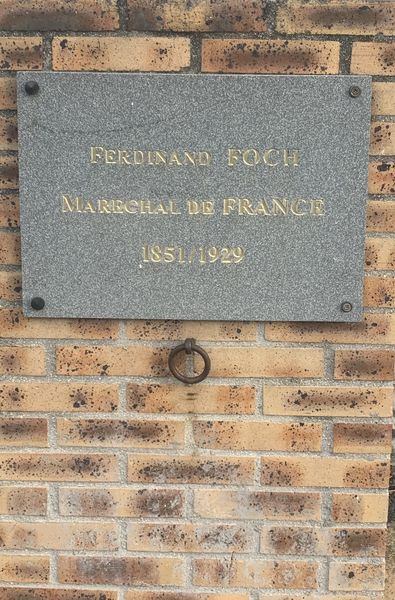
Monument commémoratif au Maréchal Foch située à Aulnay-Sous-Bois

La ville possédait également un château nommé « Le château d'Aulnay sous Bois » aujourd'hui disparu.

## Personnalités liées à la commune

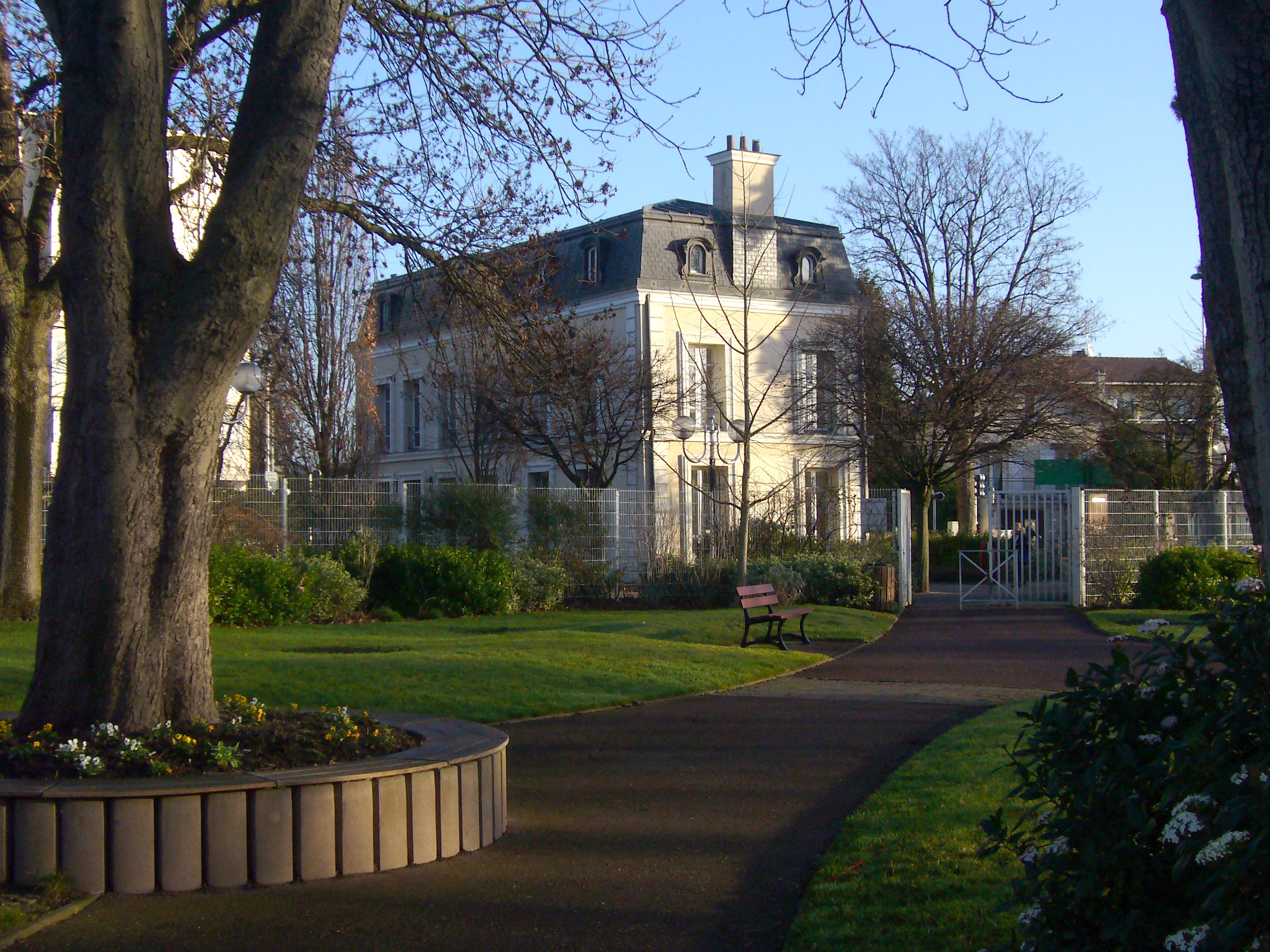
« Demeure Gainville », contre le parc Gainville, plus vieille maison d'Aulnay-sous-Bois dans laquelle Claude Louis Berthollet a vécu.

### Art et lettres
- Paul Éluard, écrivain et poète, a vécu à Aulnay-sous-Bois de 1903 à 1908[79],[80]. Il allait à l'école du Parc.
- Alexandre Jaffray, chroniqueur, compositeur et producteur a grandi à Aulnay-sous-Bois.
- André Laude, poète français, a vécu à Aulnay-sous-Bois.
- Gabriel Robin, peintre français de la Nouvelle Ecole de Paris, installe son atelier à Aulnay en 1931 et y reste jusqu'à sa mort en 1970.
- Louis Roquin (1941-), musicien et plasticien.
- José Paul, acteur et metteur en scène a grandi à Aulnay-Sous-Bois.
- Serge Wellens (1927-2010), poète proche de l'École de Rochefort, libraire à Aulnay. Il anime le "groupe de l'Orphéon" qui organise des soirées poésie dans les écoles de la ville.
- Vincent Faucheux (1970-), écrivain jeunesse, qui a vécu à Aulnay de 1972 à 2006.

### Cinéma
- Guy Decomble, acteur (1910-1964) y est né. C'est l'instituteur des Quatre cents coups de Truffaut. Il joue aussi le commissaire Ledru dans Bob le flambeur.
- Alice Diop, réalisatrice franco-sénégalaise née à Aulnay-sous-Bois[81] et a grandi aux 3000 jusqu'à 10 ans[82].
- Saïd Taghmaoui, a grandi aux 3000 et est devenu un des rares acteurs français à tourner aux États-Unis dans des superproductions.
- Steve Tientcheu, acteur, a grandi aux 3000. Il joue le maire dans le film Les Misérables[83].

### Politique
- Pierre Afforty (1724-1802), député du Tiers état aux États généraux.
- Mohamed Sail, militant communiste-libertaire et anarcho-syndicaliste, volontaire dans le groupe international de la colonne Durruti. Jacques Prévert lui a dédié le poème Étranges étrangers.

### Musique
- Osvaldo Torres, un des musiciens et poète chilien les plus notables de la période de la dictature d'Augusto Pinochet. Installé à Aulnay-sous-Bois depuis la fin des années 80, il est désigné par le Chili « ambassadeur culturel des peuples Aymaras pour l’Union Européenne ».
- Françoise Hardy, auteure interprète, vivait chez sa grand-mère, rue du tilleul.
- Gérard Le Vot, musicologue, spécialiste de la musique médiévale. Il est aussi harpiste et chanteur.
- Sophie Makhno, autrice-compositrice-interprète parolière de nombreux chanteurs comme Pierre Perret, Barbara etc.
- Amine, chanteur de Raï'n'B, double disque d'or.
- Aya Nakamura, chanteuse de R&B avec deux disques de platine, née au Mali mais ayant grandi à Aulnay-sous-Bois.
- Sefyu, rappeur, disque d'or pour l'album Suis-je le gardien de mon frère ? (2008) et vainqueur d'une des Victoires de la musique en 2009.
- Vald, rappeur, triple disque de platine pour l'album Xeu (2018). A sorti deux morceaux homonymes à la ville (Aulnay Sous Bois sur la mixtape NQNT ; et ASB, en featuring avec Maes, sur l'album Ce monde est cruel.) et y a grandi[84].
- Alexandre Devoise, animateur et chroniqueur de radio et de télévision né à Paris et ayant grandi à Aulnay-Sous-Bois.
- Limsa d'Aulnay, rappeur né et ayant grandit à Aulnay sous bois. A sorti un son homonyme à la ville ASB sur Logique, Pt. 2.
- Tarik Azzouz, producteur et beatmaker français. Il remporte le Grammy Award de la meilleure performance Rap mélodique pour le titre Higher de DJ Khaled lors de la 62e cérémonie des Grammy Awards en 2020[85].

### Sciences
- Claude Louis Berthollet (inventeur de l'eau de Javel) a vécu à Aulnay-sous-Bois de 1789 à 1799, dans la «Demeure Gainville».
- Jacques Coitier, premier médecin de Louis XI et président de la Chambre des comptes, il achète en 1485 la seigneurie et le château d'Aulnay ainsi que Savigny puis en 1493, la seigneurie de Nonneville. Ses descendants s'y maintiennent jusqu'au XVIIe siècle[79].
- Pierre Sinaÿ, chimiste, expert en glucides et oligosaccharides, inventeur de la méthode dite glycosylation à l'imidate.

### Sports
- Philippe Aubert, athlète spécialiste du 110 mètres haies.
- René Fournier, coureur cycliste (de 1955 à 1963).
- Didier Monczuk, footballeur professionnel (jusqu'en 1999).
- Jean-Raymond Toso, coureur cycliste.
- Olivier Dacourt, joueur de football à l'Inter de Milan[86].
- El Hadji Ba, joueur de football à Sunderland (Angleterre).
- Thomas Bouhail, médaillé d'argent en gymnastique au saut de cheval (2008).
- Alou Diarra, footballeur.
- Nicolas Douchez, joueur de football au RC Lens.
- John Dovi, champion de boxe, catégorie mi-lourds, entraîneur national à la Fédération française de boxe.
- Joachim Ekanga-Ehawa, joueur de basketball au Paris Levallois Basket.
- Jean-Louis Mandengué, champion de France de boxe, catégorie mi-lourds.
- Moussa Sissoko, joueur de football à Tottenham Hotspur Football Club.
- Teddy Tamgho, champion du monde et recordman du monde en salle de triple saut (2010).
- Ali Traoré, joueur de basket-ball au CSP Limoges.
- Charles Traoré, joueur du FC Nantes depuis août 2018, évolue en équipe nationale du Mali depuis 2016. Est né et a débuté dans le football à Aulnay-sous-Bois.

## Héraldique, devise et logotype
| Blason de Aulnay-sous-Bois | Blason  | D'or à l'aulne arraché au naturel |
| Blason de Aulnay-sous-Bois | Détails | La ville a longtemps été représentée par des armoiries, qui permettait à tous, même à ceux qui ne savaient pas lire, d’identifier aisément la ville. Les armoiries ont évolué au fil du temps. Les armoiries les plus récentes, qui datent de 1986, sont constituées d’un écu jaune or, sur lequel figure un aulne. Cet écu est entouré par des feuilles de chêne, des feuilles de laurier, et couronné par des tours. Actuellement, la ville (ses équipements et services municipaux, ses documents…) sont identifiables grâce à un logo, communément appelé l’« arbre dans le vent ». Cet arbre est un aulne, le symbole principal d'Aulnay-sous-Bois. Le statut officiel du blason reste à déterminer. |